# سوخو سوپرجت ۱۰۰

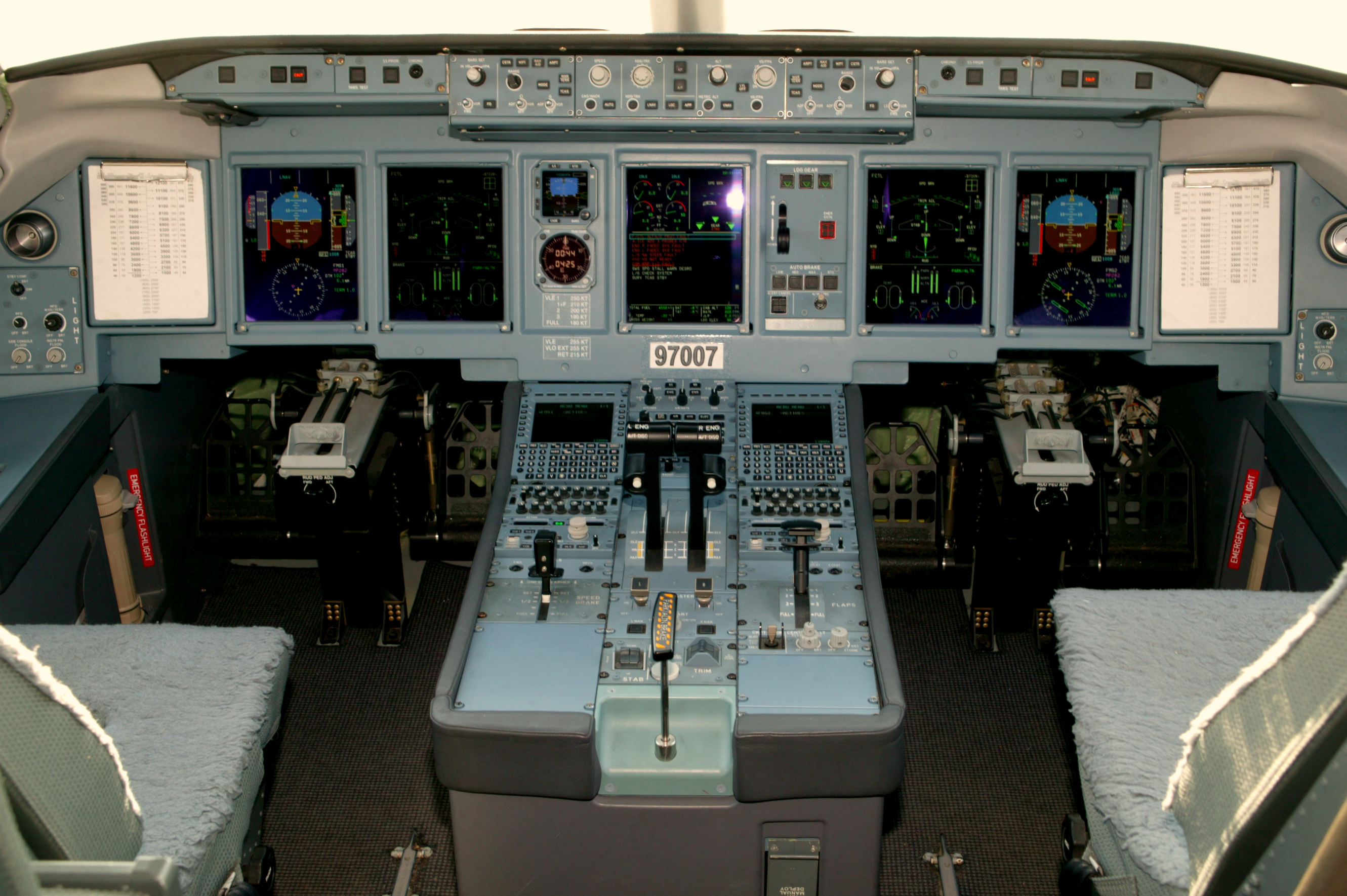
کابین خلبان

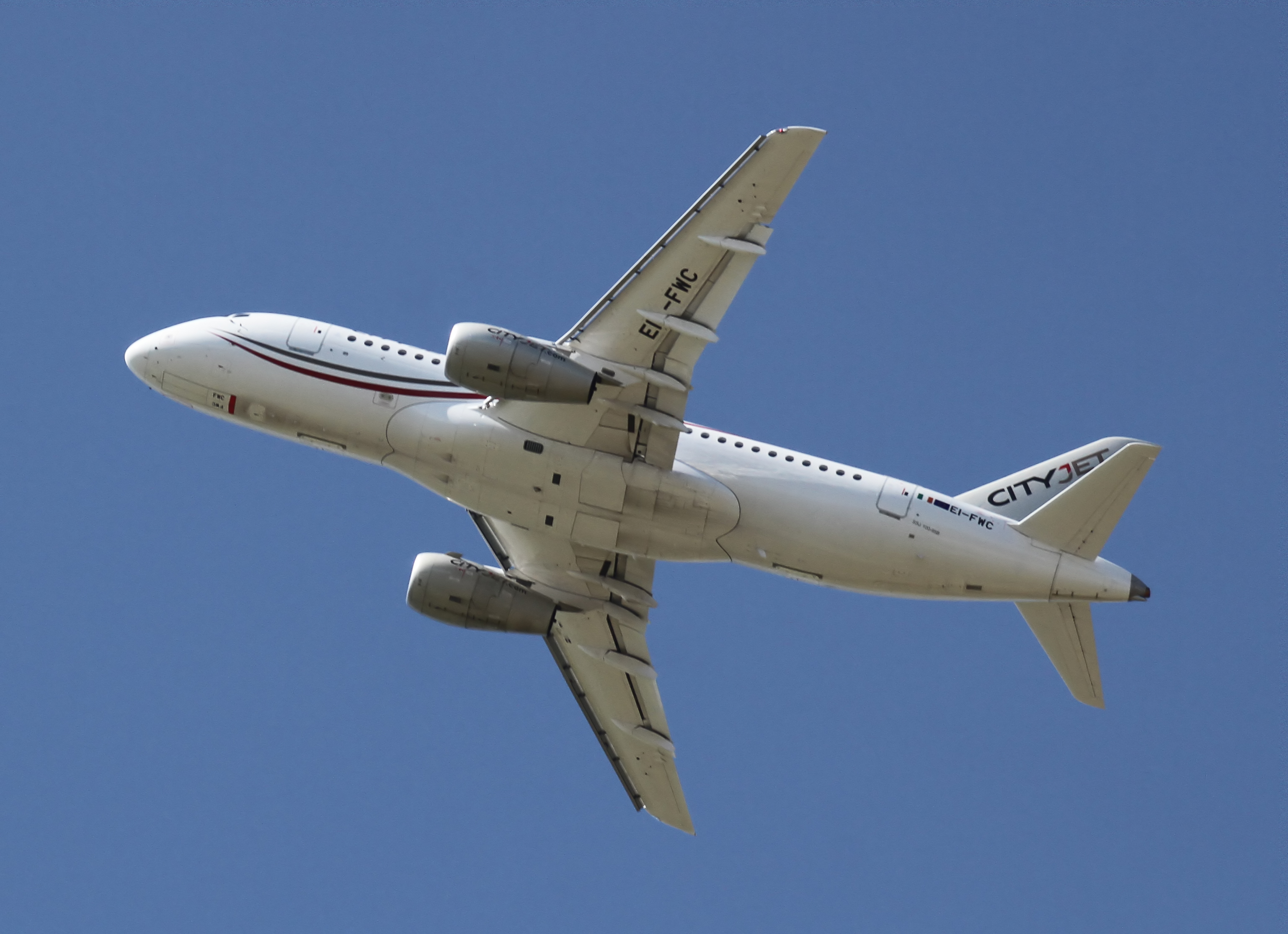
سوپرجت ۱۰۰ از هواپیمایی سیتی‌جت جمهوری ایرلند

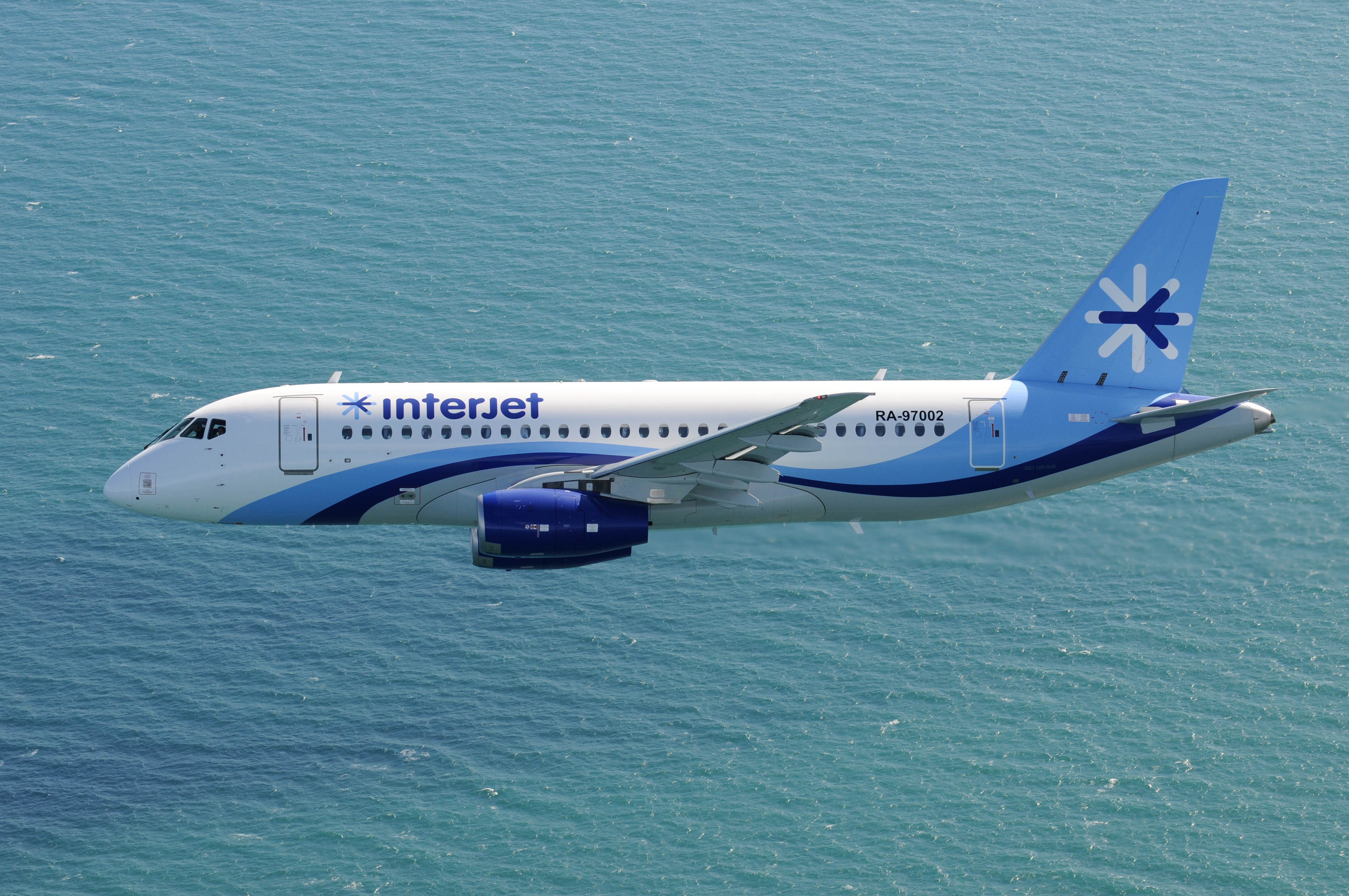
سوپرجت ۱۰۰ از ناوگان اینترجت مکزیک

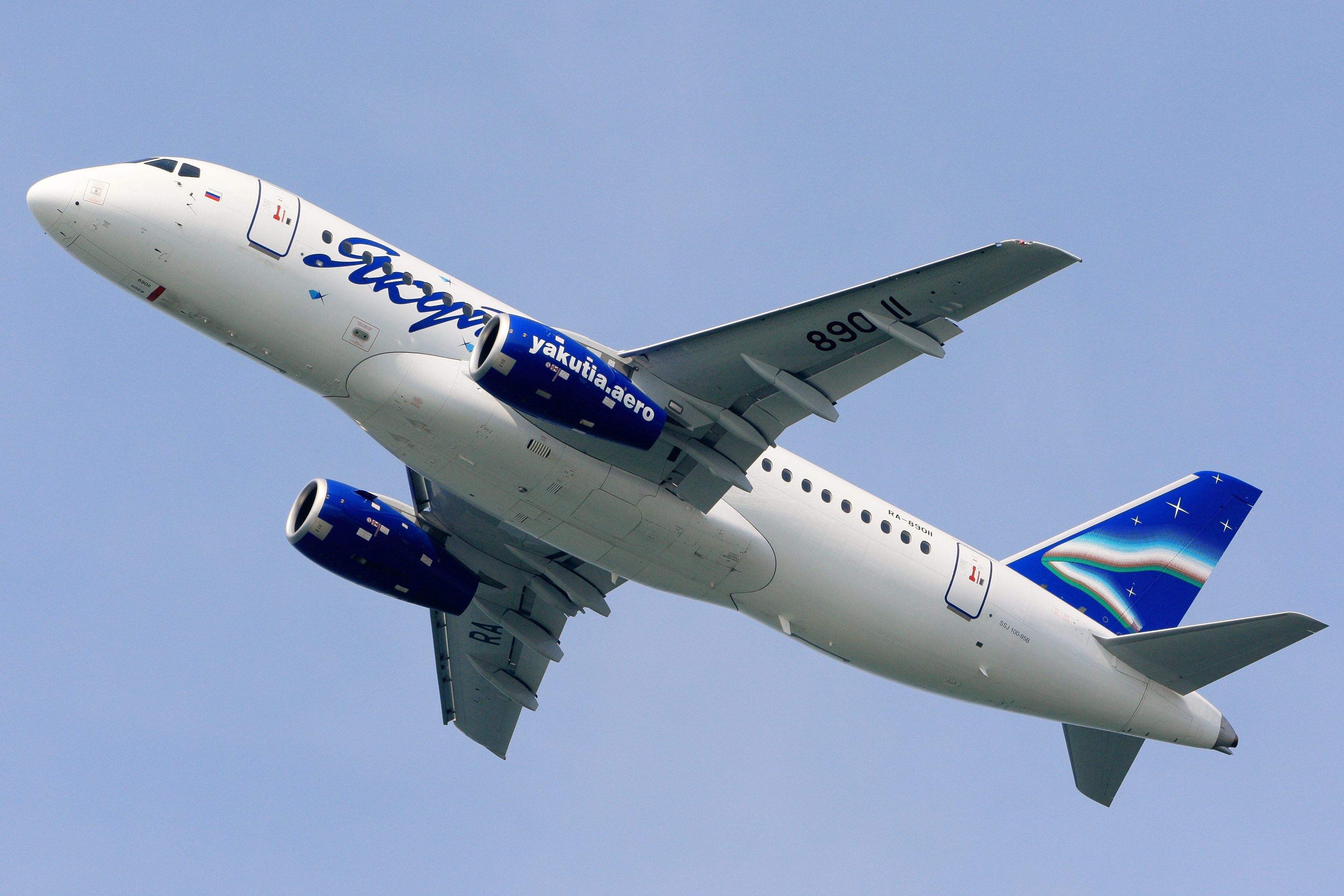
سوپرجت ۱۰۰ از هواپیمایی یاکوتیا روسیه

یک سوخو سوپرجت ۱۰۰ در حال پرواز بر فراز سواحل ایتالیا در نزدیکی سالرنو

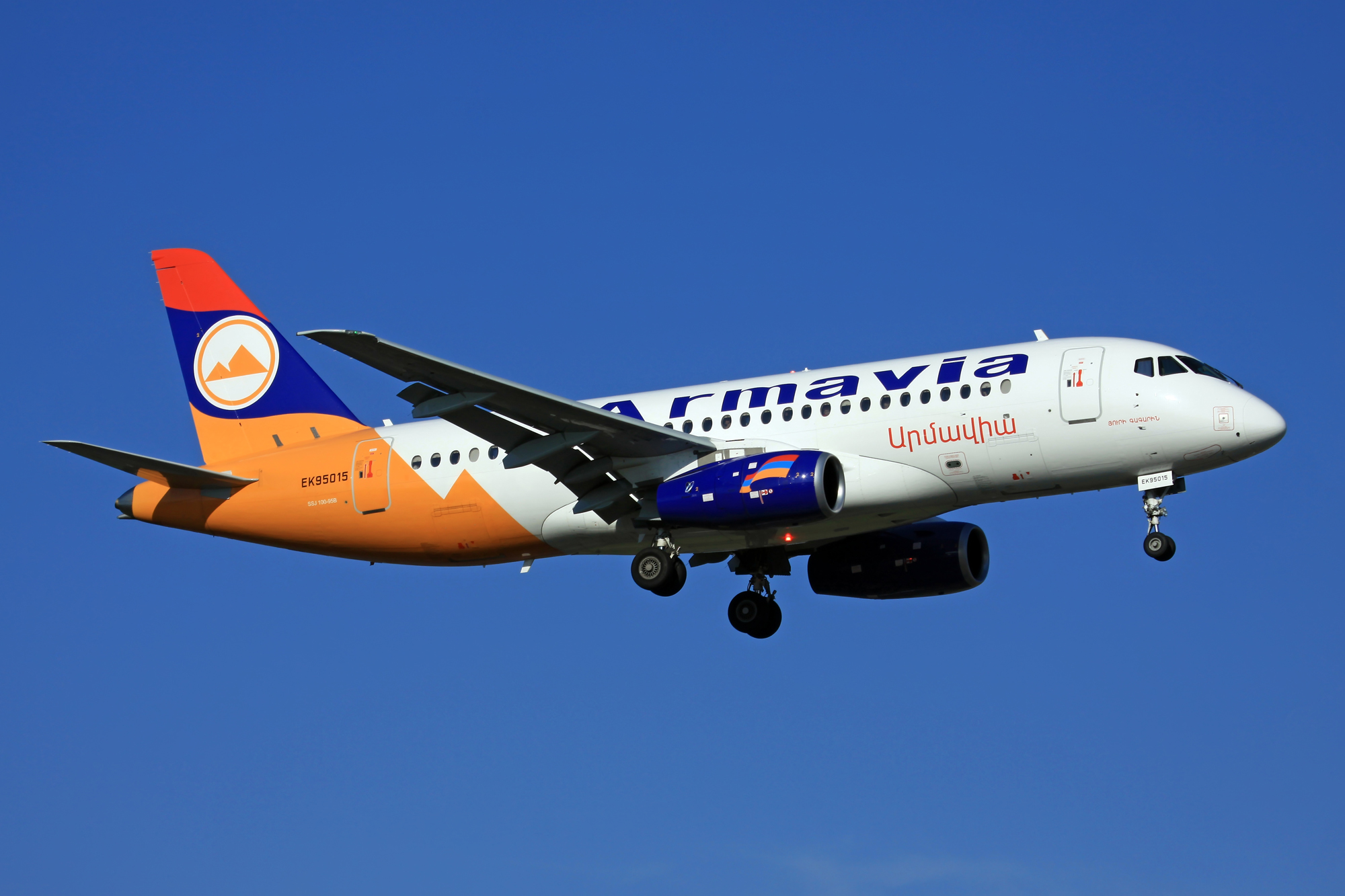
سوپرجت هواپیمایی آرماویا ارمنستان

سوخو سوپرجت ۱۰۰ (روسی: Сухой Суперджет ۱۰۰) یک هواپیمای مسافربری باریک‌پیکر دوموتوره است که توسط شرکت سوخو روسیه برای پروازهای منطقه‌ای در ردهٔ ۸۰ تا ۱۰۰ سرنشین توسعه‌یافته و ساخته می‌شود. توسعه طرح ساخت هواپیما از سال ۲۰۰۰ در بخش هواپیماهای مسافربری شرکت روسی سوخو آغاز شد. این شرکت با بهره‌گیری از پیش‌نمونه‌های خود و همچنین دریافت مشاورهٔ مقطعی از شرکت آمریکایی بوئینگ، کار طراحی را پیش برد و پس از ساخت نمونه‌ها و آزمایش‌های موفقیت‌آمیز، کار تولید انبوه آن‌ها را آغاز نمود.
اولین پرواز این هواپیما در سال ۲۰۰۸ و اولین پرواز مسافربری تجاری آن توسط خط هوایی ارمنستانی «آرماویا» از ایروان به مسکو انجام شد. شرکت سوخو برای فروش سوپرجت، در بازارهای آمریکای لاتین و جنوب شرق آسیا در پی بازاریابی است. به دلیل مشکلات فنی فراوان و امنیت پایین سوپرجت، بسیاری از خریداران این هواپیما که پیشاپیش قرارداد خود را نهایی کرده بودند، قرارداد را لغو کرده و تصمیم گرفتند برای خرید هواپیمای ایرکوت ام‌سی-۲۱ نام‌نویسی کنند.

## فهرست شرکت‌های سازنده قطعات

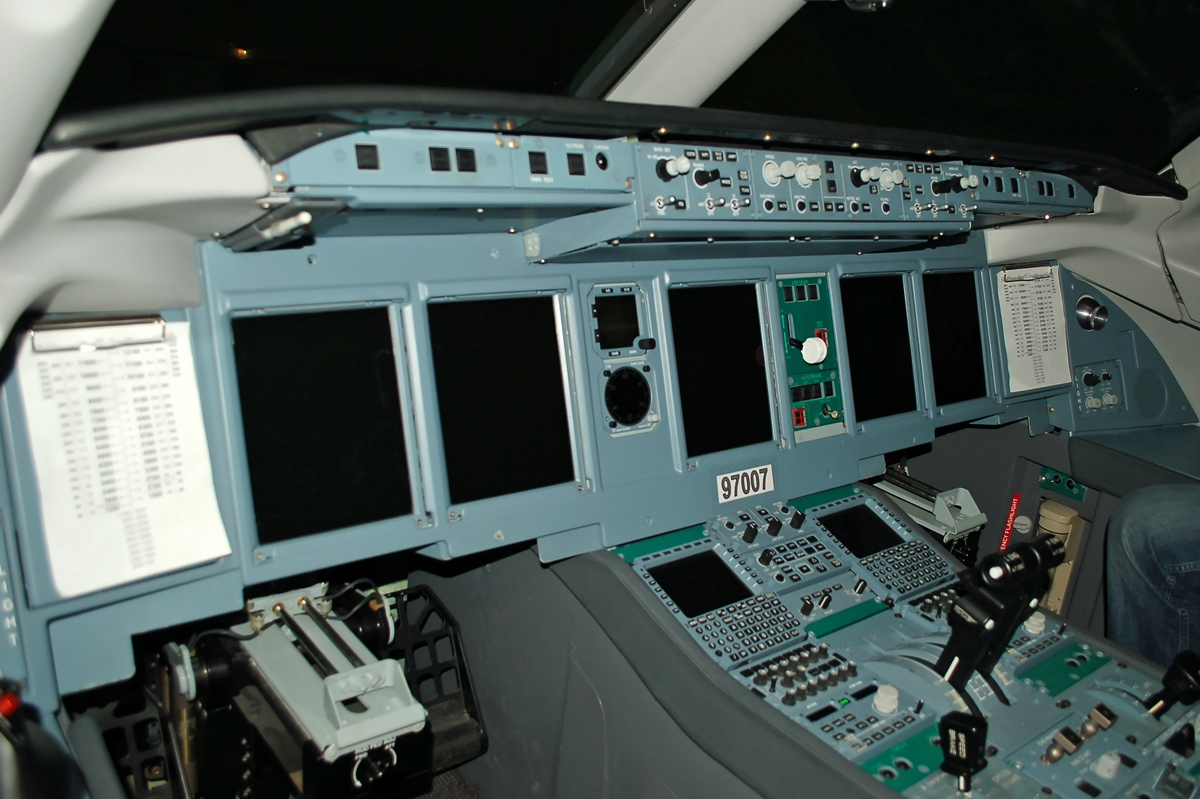
کابین سوخو ۱۰۰

- مدیر پروژه: یونایتد ایرکرفت کورپوریشن
- شریک راهبردی: آلنیا اروناتیکا
- شریک سهیم در ریسک: اسنکما
- طراح اصلی: سوخو
- مشاور: بویینگ[۱۱]

## سانحه‌ها

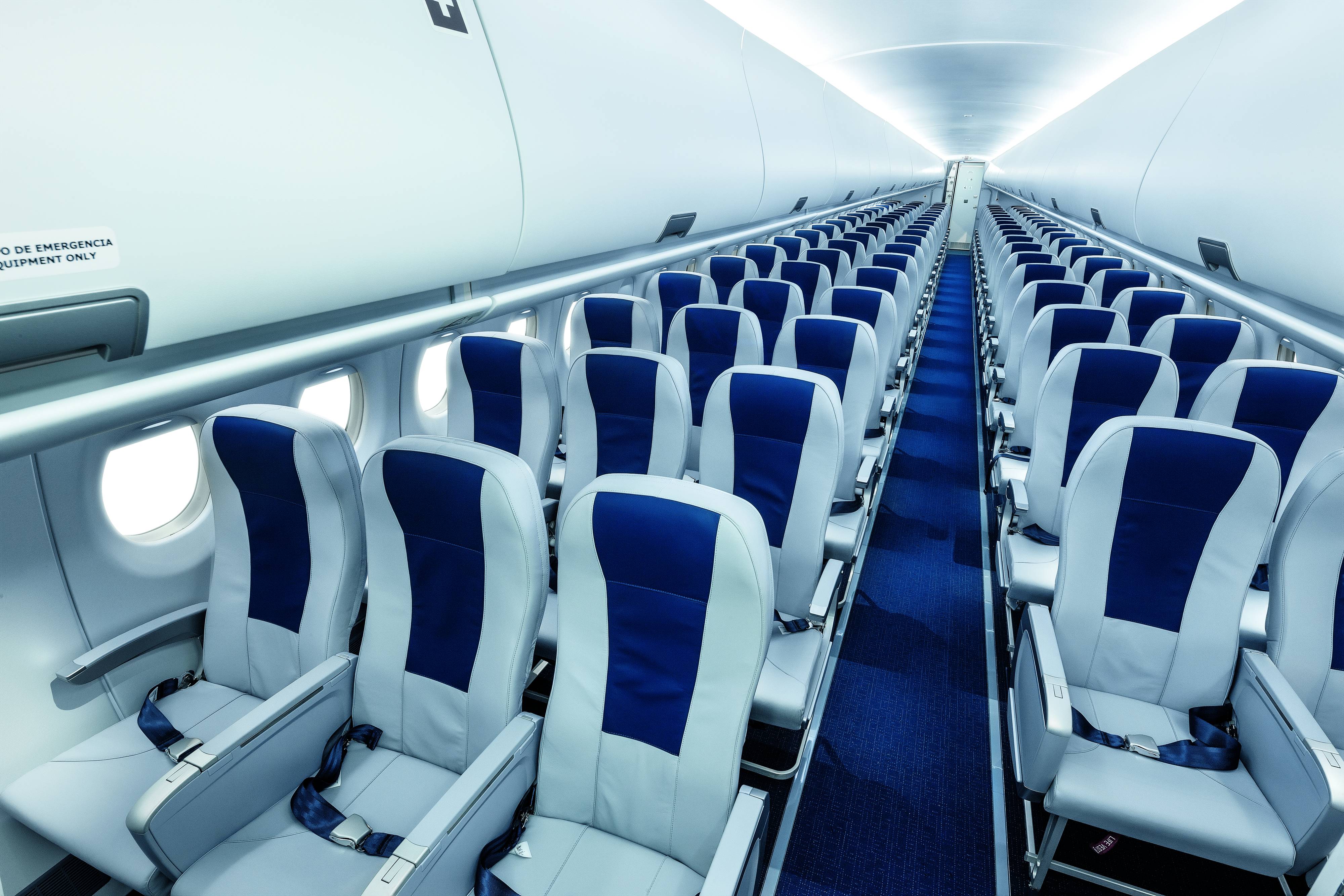
کابین مسافران

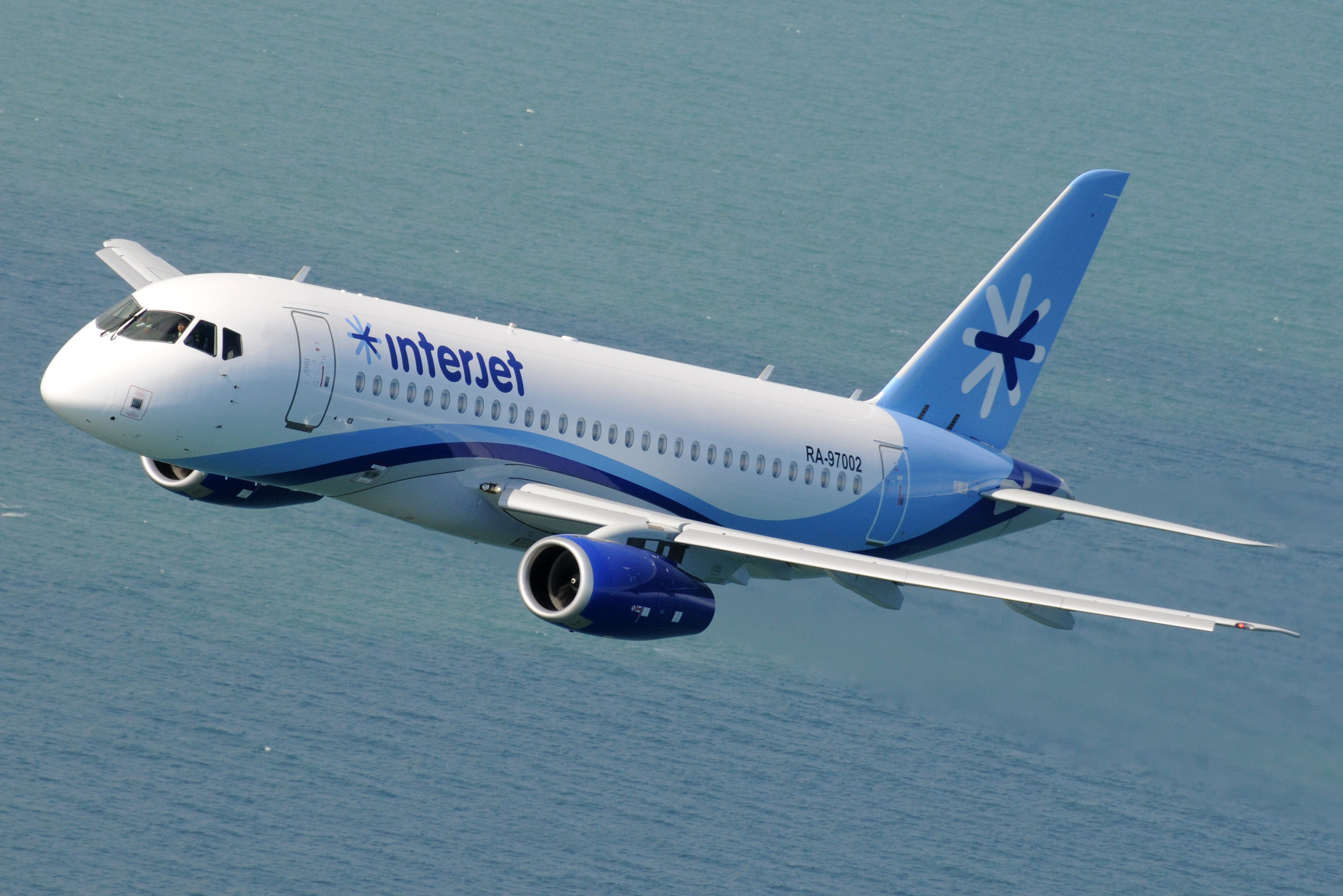
سوپرجت هواپیمایی اینترجت

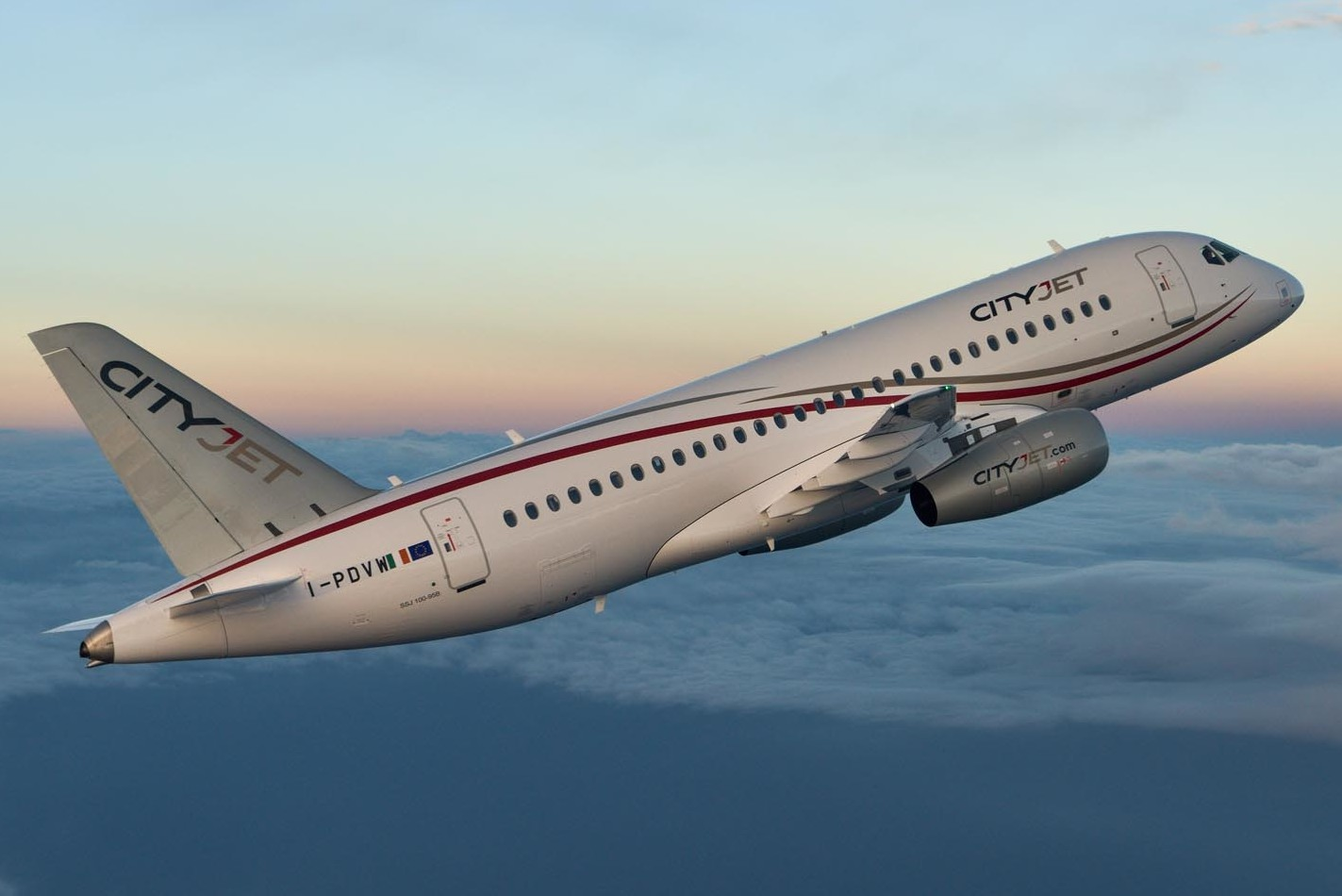
هواپیمایی سیتی‌جت

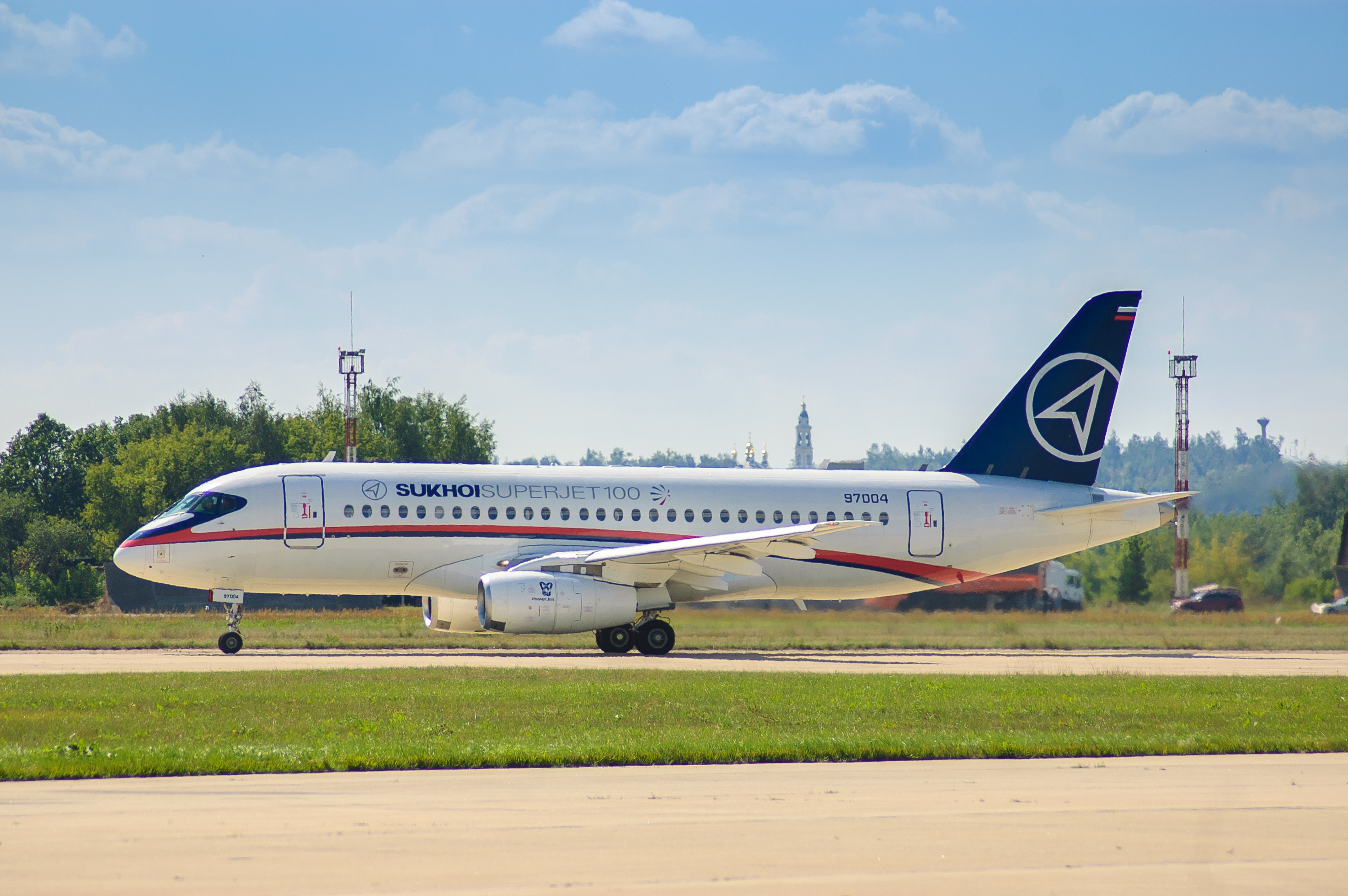
یک فروند سوخو100 در نمایش ماکس2011 (این هواپیما در سال2012 در اندونزی دچار سانحه شد و از بین رفت)

- یک فروند سوخو100 در نمایش ماکس2011 (این هواپیما در سال2012 در اندونزی دچار سانحه شد و از بین رفت)نخستین حادثهٔ این هواپیما در ۹ می ۲۰۱۲ (۲۰ اردیبهشت ۱۳۹۱) روی داد و هواپیمای سوخو سوپرجت۱۰۰ با ۳۷ مسافر و ۸ خدمه، حدود ۲۰ دقیقه پس از برخاستن از فرودگاه حلیم پرداناکوسوما جاکارتا در اندونزی به کوه برخورد کرد و منفجر شد. این حادثه هیچ بازمانده‌ای نداشت و همهٔ ۴۵ سرنشین کشته شدند. بررسی‌ها نشان داد که سامانهٔ پیشگیری از برخورد به‌موقع (اخطار TAWS) هشدار داده‌است، ولی خلبان در آن زمان مشغول گفتگو با یکی از مسافران بود و به این هشدار توجهی نکرده‌است.[۱۲][۱۳]
- در ۲۱ ژوئیه ۲۰۱۳ (۳۰ تیر ۱۳۹۲) یک فروند هواپیمای سوپرجت۱۰۰ هنگام فرود در فرودگاه بین‌المللی کفلاویک ایسلند به باند برخورد کرد و روی باند لیز خورد. خلبان این حادثه هنگام فرود دچار اشتباه شده و قدرت یکی از موتورها را تغییر داده‌است.[۱۴] این کار باعث شده تعادل برهم بخورد و هواپیما به یک سو گرایش پیدا کند. این رخداد کشته‌ای دربر نداشت و تنها یک خدمه آسیب جزئی دید.
- در اکتبر ۲۰۱۸، هواپیمای سوپرجت-۱۰۰ یاکوتیا ایرلاینز در هنگام فرود بر روی باند فرودگاه لیز خورد و ارابه فرود آن شکست و با زمین برخورد کرد. همهٔ ۸۷ سرنشین این هواپیما زنده ماندند.[۱۵] در نوامبر ۲۰۱۸ روسیه اعلام کرد که یک ارابهٔ فرود بومی طراحی کرده‌است و آن را جایگزین ارابه فرود فرانسوی در سوپرجت خواهد کرد. این ارابه فرود روسی تا سال ۲۰۲۳ به سوپرجت اضافه خواهد شد.[۱۶]
- در پنج مه ۲۰۱۹ (۱۶ اردیبهشت ۱۳۹۸) یک فروند هواپیمای سوپرجت سوخو ۱۰۰ متعلق به خطوط هوایی ایرفلوت روسیه در فرودگاه بین‌المللی شرمتیوو پس از فرود اضطراری دچار آتش‌سوزی شد. این هواپیما ۷۸ سرنشین داشت که تعداد ۴۰ مسافر و ۱ خدمه جان باختند.[۱۷]

## اعتمادپذیری
در ۲۴ دسامبر ۲۰۱۶، آژانس ترابری هوایی روسیه، تعداد ۷ فروند سوپرجت را به دلیل بروز خستگی از پروازها معلق کرد. این خستگی در دُم هواپیما مشاهده شد و شرکت سوخو مجبور شد تا همهٔ هواپیماها را به‌خوبی بررسی کند. سوخو ادعا کرد که این مشکلات چندان جدی نبوده‌اند.
در ۲۱ ژوئیه ۲۰۱۷، پس از یک پژوهش مشخص شد که شکستگی‌هایی در استابلایزر دُم هواپیما مشاهده شده‌است. سوخو به تعمیر این مشکل پرداخت تا طرفهای قرارداد روسی و ایتالیایی را به خرید هواپیما راضی نگه‌دارد.
به گزارش بلومبرگ نیوز در ژانویه ۲۰۱۸، شرکت هواپیمایی اینترجت مکزیک تصمیم گرفت به‌جای هزینه کردن برای خرید قطعات سوپرجت، ۲۲ فروند سوپرجت خود را به قطعهٔ یدکی تبدیل کند. زیرا موتور SaM146 برای به‌روزرسانی از سوی روسیه دیرکرد داشته‌است. ولی هواپیمایی اینترجت مکزیک، این خبر را رد و تکذیب کرد که به‌نظر می‌رسد تکذیب این ادعا، از سوی روسیه به این شرکت هواپیمایی ارائه شده باشد تا سوپرجت بدنام نشود. یاکوتیا ایرلاینز روسیه نیز تصمیم به انصراف از خرید سوپرجت کرده و دلیل این کارش را نارضایتی از خدمات پس از فروش سوپرجت اعلام کرده‌است. زیرا موتورهای سوپرجت پس از ۱۵۰۰ تا ۳۰۰۰ پرواز درون کشوری دیگر کارایی نداشته و باید تعویض می‌شدند.
سرانجام شرکت اینترجت مکزیک در سپتامبر ۲۰۱۸ رسماً اعلام کرد که قصد دارد تا ایرباس ای۳۲۰نئو را جایگزین تمامی سوپرجت‌های خود کند تا پروازهایش اقتصادی‌تر و پرجمعیت‌تر باشند که احتمالاً مشکلات فنی سوپرجت هم مزید بر علت بوده‌اند. در ۱۲ سپتامبر ۲۰۱۸، اینترجت دوباره ادعای خود را پس گرفت و آن را تکذیب کرد. به دلیل مشکلات فراوان در زمینهٔ خدمات پس از فروش، دولت روسیه از شرکت سوخو درخواست کرد تا به‌جای تمرکز بر فروش، به خدمات پس از فروش سوپرجت توجه بیشتری داشته باشد. در نهایت در نوامبر ۲۰۱۸ شرکت یونایتد ایرکرفت کورپوریشن تصمیم گرفت بخش تولیدی هواپیماهای مسافربری در شرکت سوخو را به ایرکوت واگذار کند که از تجربهٔ بیشتری در زمینهٔ هواپیماهای مسافربری برخوردار است.
بروکسل ایرلاینز با گلایه از اعتمادپذیری و خرابی‌های پیاپی در قطعات گوناگون سوپرجت، تصمیم گرفت هواپیماهای سوپرجت خود را کنار بگذارد. این درحالیست که بروکسل ایرلاینز مالک اصلی آن سوپرجت‌ها نبوده‌است و آنها را از شرکت هواپیمایی سیتی‌جت اجاره کرده بود. سیتی‌جت نیز تمایلی به ادامهٔ همکاری با سوخو ندارد. هواپیمایی بروکسل اعلام کرد که این مشکلات گوناگون، هواپیما را غیرقابل اطمینان کرده‌اند.
تا فوریه سال ۲۰۱۹ میلادی، پنج فروند از سوپرجت‌های هواپیمایی بروکسل بلژیک دچار ایراد فنی و زمین‌گیر بودند که همگی به یک شرکت هواپیمایی در اسلوونی واگذار شدند. هواپیمایی بروکسل بلژیک به هواپیمایی آدریا اسلوونی تضمین داد که تا پایان ۲۰۱۸، ۱۵ فروند سوپرجت خود را به شرکت اسلوونیایی خواهد سپرد. در نهایت هواپیمایی آدریا نیز از خرید خود منصرف شد و سفارش خود را در آوریل ۲۰۱۹ لغو کرد.
هیچ‌کدام از شرکتهای هواپیمایی بروکسل و سیتی‌جت، دلیل کناره‌گیری خود از سوپرجت را به درستی اعلام نکردند که چرا سوپرجت را از ناوگان خود حذف کرده‌اند. گرچه معلوم است که اعتمادپذیری پایین و کم‌دوامی قطعات، تعمیرات دشوار، و کمبود قطعات یدکی موجب شده‌است تا این قراردادها لغو شوند. 
شرکت اینترجت مکزیک پس از گذشت ماه‌ها از خریداری سوپرجت از روسیه، درنهایت ۲۲ فروند سوپرجت خود که زمین‌گیر بودند را به‌کلی معلق کرد و حاضر به پرداخت پول برای خرید موتورهای جدید و قطعات یدکی نشده‌است و هزینه‌کرد بیشتر برای این هواپیما را زیان‌بار عنوان کرد. شرکت هواپیمایی اینترجت، دلیل بی‌میلی خود را چنین عنوان کرده‌است که سوپرجت اعتمادپذیری بسیار پایینی داشته و تعمیرات آن با مشکلات فراوانی روبرو است و گفته‌های سیتی‌جت را تأیید می‌کند. در تاریخ ۱۵ می ۲۰۱۹، اینترجت مکزیک اعلام کرد که ۲۰ فروند سوپرجت خود را برای فروش گذاشته‌است و تنها ۵ فروند در اختیار دارد که آنها نیز بزودی به فروش خواهند رسید. اینترجت دلیل این تصمیم خود را نامناسب بودن اندازهٔ سوپرجت برای سفرهای درونی کشور مکزیک عنوان کرده‌است. سرانجام در تاریخ ۲۷ نوامبر ۲۰۱۹ وبسایت معتبر «سیمپل‌فلایینگ» اینگونه تحلیل کرده‌است: «روشن است که اینترجت به‌جای نگهداشتن سوپرجت‌های خود، قصد دارد از شر آنها خلاص شود.»
 از ماه مه ۲۰۱۹ میلادی شرکت سوخو به دلیل دشواری‌ها برای بازاریابی و فروش سوپرجت، تصمیم گرفته‌است تا این محصول را به‌صورت اقساط در بازارهای بیرون از روسیه به فروش برساند. اعتمادپذیری پایین این جت مسافربری باعث شده تا شرکتهای روسیه نیز تمایلی برای به خدمت گرفتن این محصول نداشته باشند. یامال ایرلاینز دومین کاربر بزرگ سوپرچت اعلام کرد که ادامهٔ سفارش خود برای خرید ۱۰ فروند سوپرجت دیگر را به کلی لغو کرده‌است و دلیل این کار را هزینه‌های هنگفت در تعمیر و نگهداری سوپرجت بیان کرده‌است.
مدیر عامل آئروفلوت عنوان کرده‌است که احتمالاً این شرکت هرگز سوپرجت را سفارش ندهد و از این هواپیمای مسافربری پشتیبانی نخواهد کرد. بر اساس گزارش‌ها، از ۴۰ فروند هواپیمای سوپرجت موجود در ناوگان آئروفلوت، به دلیل مشکلات تعمیراتی، تنها ۱۰ فروند از آنها قابل پرواز هستند. ظرف کمتر از یک هفته از حادثهٔ پرواز شماره ۱۴۹۲ آئروفلوت، این شرکت قرارداد خرید ۵۰ فروند سوپرجت را لغو کرد. پس از این رویداد، کمرسانت نیز اعلام کرده‌است که اعتمادپذیری سوپرجت برای آغاز پرواز، کمتر از محصولات ایرباس و بوئینگ است و علت لغو کردن این قراردادها از سوی شرکتهای هواپیمایی به منظور افزایش ایمنی مسافران بوده‌است و حادثه اخیر نیز در دست بررسی می‌باشد.
بخش مسافربری شرکت سوخو، در سه ماههٔ نخست سال ۲۰۱۹ میلادی تنها ۳ فروند سوپرجت فروخته‌است که این موضوع باعث کاهش شدیدی در درآمدهای این شرکت شده‌است. در پی این موضوع، شرکت سوخو ۳۲درصد کاهش درآمد خالص داشته‌است. سوخو در راستای جبران هزینهٔ ۱٫۵ میلیارد دلاری که برای پروژهٔ سوپرجت مصرف کرده‌است، نیاز دارد تا سالانه ۳۲ تا ۳۴ فروند سوپرجت بفروشد تا زیان ندهد. با از دست رفتن تمامی خریداران این جت مسافربری، تنها امید شرکت سوخو این است که به نوعی بر اساس قرارداد ۲۰۱۸، سوپرجت‌ها را به شرکت آئروفلوت روسیه بفروشد.

## فروش به ایران

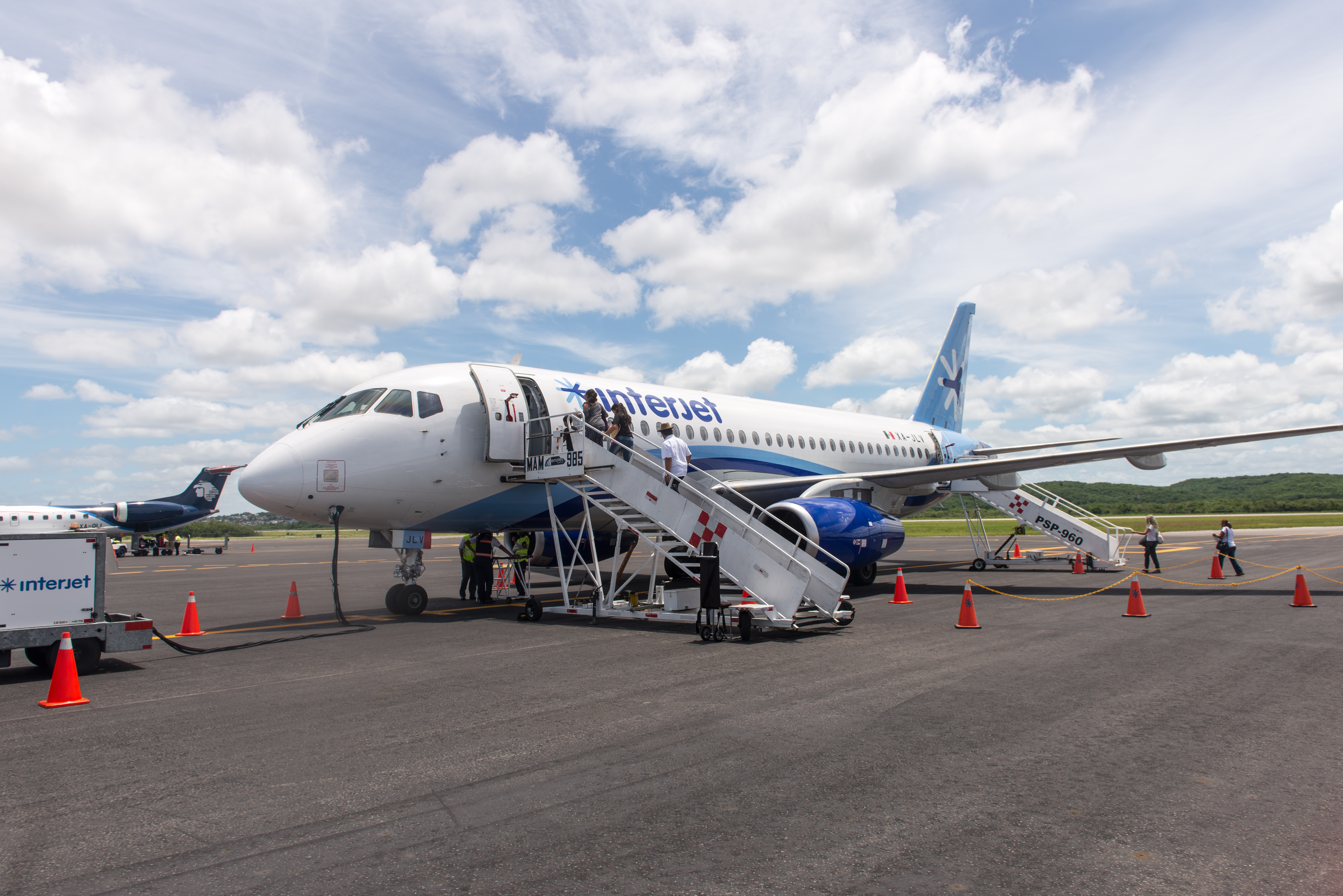
سوپرجت ۱۰۰ از هواپیمایی اینترجت مکزیک

دولت روسیه ۳٫۲ میلیارد روبل روسیه (۵۱ میلیون دلار آمریکا) برای توسعهٔ پیشرانه و اویونیک بومی هزینه کرده‌است که در نمایشگاه هوایی یورو-آسیا در سال ۲۰۱۸ به نمایش درآمد. سوخو در این نمایشگاه در کنار سوپرجت ۱۰۰، هواپیمایی کوچکتر نیز با نام سوپرچت ۷۵ به نمایش گذاشت که گنجایش ۷۵ مسافر را دارد. بخش مسافربری شرکت سوخو در طی ۲ سال، ۵ میلیارد روبل روسیه ضرر داده‌است و درمجموع میزان بدهکاری بخش صنعتی مسافربری سوخو به ۲۵٫۳ میلیارد روبل می‌رسد؛ ولی سوخو امیدوار است سفارش‌های بیشتری از ایران دریافت کند. زیرا به دلیل تحریم‌های مربوط به برنامه‌های هسته‌ای ایران، قراردادهای بوئینگ، ایرباس و ای.تی. آر ایران لغو شده‌است. ۵۵ تا ۶۰ درصد از قطعات هواپیمای مسافربری سوپرجت-۱۰۰ غیربومی است و از کشورهای دیگر به‌ویژه اروپا به روسیه منتقل شده و مونتاژ می‌گردد. از این رو، با شدت تحریم‌های جهانی علیه روسیه از سوی آمریکا، روسیه تصمیم گرفته‌است تا واحد توان کمکی، کابین هواپیما و سامانهٔ آی.ان. اس را به‌صورت بومی بسازد و در سوپرجت به کار ببرد. این کار باعث می‌شود روسیه بتواند بدون درنظر گرفتن تحریم‌های جهانی، سوپرجت را به هواپیمایی ایران ایرتور و هواپیمایی آسمان بفروشد. این دو هواپیمایی ایرانی در سال ۲۰۱۷ در مجموع ۴۰ فروند سوپرجت سفارش داده‌اند. روسیه همچنان چراغ سبز آمریکا برای فروش سوپرجت به ایران را دریافت نکرده‌است. روسیه در پی آن است که با تعویض موتور فرانسوی شرکت پاورجت و جایگزین کردن آن با یک موتور روسی، تحریم‌های جهانی را بی‌اثر کرده و این هواپیماهای مسافربری را به ایران بفروشد.

## خریداران
| تاریخ           | خط هوایی                             | EIS       | سوپرجت 100-95 / SBJ | تعداد | تحویل‌شده |
| --------------- | ------------------------------------ | --------- | ------------------- | ----- | -------- |
| ۲۲ نوامبر ۲۰۰۵  | Finance Leasing Company              | از ۲۰۱۲   | ۱۰                  |       |          |
| ۷ دسامبر ۲۰۰۵   | آئروفلوت                             | ۲۰۱۱–۲۰۱۶ | ۳۰                  | ۱۰    | ۷        |
| ۱۴ سپتامبر ۲۰۰۷ | آرماویا                              | ۲۰۱۱      | ۲                   | ۲     | ۱        |
| ۱۵ ژوئیه ۲۰۰۸   | اویالیزینگ (برای یوتی‌ایر)            | ۲۰۱۲–۲۰۱۴ | ۲۴                  | ۱۶    |          |
| ۵ دسامبر ۲۰۰۸   | خطوط هوایی کارتیکا                   | ۲۰۱۲–۲۰۱۴ | ۳۰                  |       |          |
| ۱۷ ژوئن ۲۰۰۹    | گازپروماویا                          | TBD       | ۱۰                  |       |          |
| ۲۱ اوت ۲۰۰۹     | خطوط هوایی یاکوتیا (اجاره از اف‌ال‌سی) | ۲۰۱۲      | ۲                   |       |          |
| ۲۱ مه ۲۰۱۰      | خطوط هوایی لائو سنترال               | ۲۰۱۲      | ۳                   | ۶     |          |
| ۲۱ ژوئیه ۲۰۱۰   | خطوط هوایی اورینت تای                | ۲۰۱۳–۲۰۱۴ | ۱۲                  | ۱۲    |          |
| ۲۱ ژوئیه ۲۰۱۰   | Pearl Aircraft Corporation           | از ۲۰۱۲   | ۳۰                  | ۱۵    |          |
| ۲ سپتامبر ۲۰۱۰  | Willis Lease Finance                 | از ۲۰۱۲   | ۶                   | ۴     |          |
| ۱۷ ژانویه ۲۰۱۱  | اینترجت                              | از ۲۰۱۲   | ۱۵                  | ۵     |          |
| ۲۱ ژوئن ۲۰۱۱    | اسکای اوییشن                         | ۲۰۱۲–۲۰۱۵ | ۱۲                  |       |          |
| ۲۲ ژوئن ۲۰۱۱    | خطوط هوایی بلوپانوراما               | ۲۰۱۵      | ۸                   | ۴     |          |
| ۱۸ اوت ۲۰۱۱     | اویوتک                               | TBD       | ۱۰                  | ۱۰    |          |
| ۱۹ اوت ۲۰۱۱     | خطوط هوایی کوبا                      | ۲۰۱۲–۲۰۱۵ | ۱۲                  |       |          |
| ۱۹ اوت ۲۰۱۱     | خطوط هوایی مسکوویا                   | ۲۰۱۳      | ۳                   | ۲     |          |
| ۱۶–۲۱ اوت ۲۰۱۱  | یامال ایرلاینز                       | TBD       | ۱۰                  |       |          |
| ۱۶–۲۱ اوت ۲۰۱۱  | تاجیک‌ایر                             | TBD       | ۲                   | ۲     |          |
| ۱۶–۲۱ اوت ۲۰۱۱  | خطوط هوایی قرقیزستان                 | TBD       | ۲                   | ۴     |          |
| ۹ اکتبر ۲۰۱۱    | کام‌لوکس                              | ۲۰۱۴      | ۲                   | ۲     |          |
| مجموع:          | مجموع:                               | مجموع:    | ۲۳۵                 | ۹۴    | ۸        |

## مشخصات
|                                         | SSJ 100–75                                                                      | SSJ 100-75LR                                                                    | SSJ 100–95                                                                      | SSJ 100-95LR                                                                    |
| --------------------------------------- | ------------------------------------------------------------------------------- | ------------------------------------------------------------------------------- | ------------------------------------------------------------------------------- | ------------------------------------------------------------------------------- |
| خدمه کابین خلبان                        | ۲                                                                               | ۲                                                                               | ۲                                                                               | ۲                                                                               |
| تعداد صندلی                             | ۸۳ (یک کلاس فشرده) ۷۸ (یک کلاس استاندارد) ۶۸ (دو کلاس استاندارد)                | ۸۳ (یک کلاس فشرده) ۷۸ (یک کلاس استاندارد) ۶۸ (دو کلاس استاندارد)                | ۱۰۳ (یک کلاس فشرده) ۹۸ (یک کلاس استاندارد) ۸۶ (دو کلاس استاندارد)               | ۱۰۳ (یک کلاس فشرده) ۹۸ (یک کلاس استاندارد) ۸۶ (دو کلاس استاندارد)               |
| فاصله صندلی‌ها                           | 30 in (یک کلاس فشرده), 32 in (یک کلاس استاندارد) 36 & 32 in (دو کلاس استاندارد) | 30 in (یک کلاس فشرده), 32 in (یک کلاس استاندارد) 36 & 32 in (دو کلاس استاندارد) | 31 in (یک کلاس فشرده), 32 in (یک کلاس استاندارد) 36 & 32 in (دو کلاس استاندارد) | 31 in (یک کلاس فشرده), 32 in (یک کلاس استاندارد) 36 & 32 in (دو کلاس استاندارد) |
| درازا                                   | ۲۶٫۴۴ متر (۸۶ فوت ۹ اینچ)                                                       | ۲۶٫۴۴ متر (۸۶ فوت ۹ اینچ)                                                       | ۲۹٫۹۴ متر (۹۸ فوت ۳ اینچ)                                                       | ۲۹٫۹۴ متر (۹۸ فوت ۳ اینچ)                                                       |
| طول بال‌ها                               | ۲۷٫۸۰ متر (۹۱ فوت ۲ اینچ)                                                       | ۲۷٫۸۰ متر (۹۱ فوت ۲ اینچ)                                                       | ۲۷٫۸۰ متر (۹۱ فوت ۲ اینچ)                                                       | ۲۷٫۸۰ متر (۹۱ فوت ۲ اینچ)                                                       |
| بلندا                                   | ۱۰٫۲۸ متر (۳۳ فوت ۹ اینچ)                                                       | ۱۰٫۲۸ متر (۳۳ فوت ۹ اینچ)                                                       | ۱۰٫۲۸ متر (۳۳ فوت ۹ اینچ)                                                       | ۱۰٫۲۸ متر (۳۳ فوت ۹ اینچ)                                                       |
| حداکثر قطر بدنه                         | ۳٫۳۵ متر (۱۱ فوت ۰ اینچ)                                                        | ۳٫۳۵ متر (۱۱ فوت ۰ اینچ)                                                        | ۳٫۳۵ متر (۱۱ فوت ۰ اینچ)                                                        | ۳٫۳۵ متر (۱۱ فوت ۰ اینچ)                                                        |
| پهنای کابین                             | ۳٫۲۳۶ متر (۱۲۷٫۴ اینچ)                                                          | ۳٫۲۳۶ متر (۱۲۷٫۴ اینچ)                                                          | ۳٫۲۳۶ متر (۱۲۷٫۴ اینچ)                                                          | ۳٫۲۳۶ متر (۱۲۷٫۴ اینچ)                                                          |
| ارتفاع کابین                            | ۲٫۱۲ متر (۶ فوت ۱۱ اینچ)                                                        | ۲٫۱۲ متر (۶ فوت ۱۱ اینچ)                                                        | ۲٫۱۲ متر (۶ فوت ۱۱ اینچ)                                                        | ۲٫۱۲ متر (۶ فوت ۱۱ اینچ)                                                        |
| پهنای راهرو                             | ۵۱ سانتیمتر (۲۰ اینچ)                                                           | ۵۱ سانتیمتر (۲۰ اینچ)                                                           | ۵۱ سانتیمتر (۲۰ اینچ)                                                           | ۵۱ سانتیمتر (۲۰ اینچ)                                                           |
| پهنای صندلی                             | ۴۶٫۵ سانتیمتر (۱۸٫۳ اینچ)                                                       | ۴۶٫۵ سانتیمتر (۱۸٫۳ اینچ)                                                       | ۴۶٫۵ سانتیمتر (۱۸٫۳ اینچ)                                                       | ۴۶٫۵ سانتیمتر (۱۸٫۳ اینچ)                                                       |
| Volume bins per passenger               | ۰٫۰۷ متر مکعب (۲٫۵ فوت مکعب)                                                    | ۰٫۰۷ متر مکعب (۲٫۵ فوت مکعب)                                                    | ۰٫۰۷ متر مکعب (۲٫۵ فوت مکعب)                                                    | ۰٫۰۷ متر مکعب (۲٫۵ فوت مکعب)                                                    |
| بیشینه وزن هنگام برخاستن (MTOW)         | ۳۸٬۸۲۰ کیلوگرم (۸۵٬۵۸۰ پوند)                                                    | ۴۲٬۲۸۰ کیلوگرم (۹۳٬۲۱۰ پوند)                                                    | ۴۵٬۸۸۰ کیلوگرم (۱۰۱٬۱۵۰ پوند)                                                   | ۴۹٬۴۵۰ کیلوگرم (۱۰۹٬۰۲۰ پوند)                                                   |
| وزن خالی (OEW)                          | –                                                                               | –                                                                               | ۲۵٬۱۰۰ کیلوگرم (۵۵٬۳۰۰ پوند)                                                    | –                                                                               |
| DOW                                     | –                                                                               | –                                                                               | ۲۶٬۶۰۰ کیلوگرم (۵۸٬۶۰۰ پوند)                                                    | –                                                                               |
| حداکثر وزن فرود                         | ۳۵٬۰۰۰ کیلوگرم (۷۷٬۰۰۰ پوند)                                                    | ۳۵٬۰۰۰ کیلوگرم (۷۷٬۰۰۰ پوند)                                                    | ۴۱٬۰۰۰ کیلوگرم (۹۰٬۰۰۰ پوند)                                                    | ۴۱٬۰۰۰ کیلوگرم (۹۰٬۰۰۰ پوند)                                                    |
| حداکثر بار قابل حمل                     | ۹٬۱۳۰ کیلوگرم (۲۰٬۱۳۰ پوند)                                                     | ۹٬۱۳۰ کیلوگرم (۲۰٬۱۳۰ پوند)                                                     | ۱۲٬۲۴۵ کیلوگرم (۲۶٬۹۹۶ پوند)                                                    | ۱۲٬۲۴۵ کیلوگرم (۲۶٬۹۹۶ پوند)                                                    |
| بیشینه گنجایش سوخت                      | 13,135 L (10,600 kg or 23,370 lb)                                               | 13,135 L (10,600 kg or 23,370 lb)                                               | 13,135 L (10,600 kg or 23,370 lb)                                               | 13,135 L (10,600 kg or 23,370 lb)                                               |
| گنجایش بار                              | ۱۵٫۰۱ متر مکعب (۵۳۰ فوت مکعب)                                                   | ۱۵٫۰۱ متر مکعب (۵۳۰ فوت مکعب)                                                   | ۲۱٫۹۷ متر مکعب (۷۷۶ فوت مکعب)                                                   | ۲۱٫۹۷ متر مکعب (۷۷۶ فوت مکعب)                                                   |
| Takeoff run at MTOW                     | ۱٬۵۱۵ متر (۴٬۹۷۰ فوت)                                                           | ۱٬۵۱۵ متر (۴٬۹۷۰ فوت)                                                           | ۱٬۷۳۱ متر (۵٬۶۷۹ فوت)                                                           | ۲٬۰۵۲ متر (۶٬۷۳۲ فوت)                                                           |
| بیشینه ارتفاع پرواز                     | ۱۲٬۵۰۰ متر (۴۱٬۰۰۰ فوت)                                                         | ۱۲٬۵۰۰ متر (۴۱٬۰۰۰ فوت)                                                         | ۱۲٬۵۰۰ متر (۴۱٬۰۰۰ فوت)                                                         | ۱۲٬۵۰۰ متر (۴۱٬۰۰۰ فوت)                                                         |
| سرعت کروز پیمایشی                       | Mach 0.78 (828 km/h/511 mph / 448knots at 11,000 m/36,000 ft)                   | Mach 0.78 (828 km/h/511 mph / 448knots at 11,000 m/36,000 ft)                   | Mach 0.78 (828 km/h/511 mph / 448knots at 11,000 m/36,000 ft)                   | Mach 0.78 (828 km/h/511 mph / 448knots at 11,000 m/36,000 ft)                   |
| حداکثر سرعت                             | Mach 0.81 (870 km/h/ 541 mph / 469knots at 11,000 m/36,000 ft)                  | Mach 0.81 (870 km/h/ 541 mph / 469knots at 11,000 m/36,000 ft)                  | Mach 0.81 (870 km/h/ 541 mph / 469knots at 11,000 m/36,000 ft)                  | Mach 0.81 (870 km/h/ 541 mph / 469knots at 11,000 m/36,000 ft)                  |
| برد پرواز (با حداکثر ظرفیت بار و مسافر) | ۲٬۹۰۰ کیلومتر (۱٬۸۰۰ مایل)                                                      | ۴٬۵۵۰ کیلومتر (۲٬۸۳۰ مایل)                                                      | ۳٬۰۴۸ کیلومتر (۱٬۸۹۴ مایل)                                                      | ۴٬۵۷۸ کیلومتر (۲٬۸۴۵ مایل)                                                      |
| موتور (x 2)                             | پاورجت اس‌ای‌ام۱۴۶                                                                | پاورجت اس‌ای‌ام۱۴۶                                                                | پاورجت اس‌ای‌ام۱۴۶                                                                | پاورجت اس‌ای‌ام۱۴۶                                                                |
| Takeoff thrust (x 2)                    | ۱۳٬۵۰۰ پوند-نیرو (۶۰ کیلونیوتن)                                                 | ۱۳٬۵۰۰ پوند-نیرو (۶۰ کیلونیوتن)                                                 | ۱۵٬۴۰۰ پوند-نیرو (۶۹ کیلونیوتن)                                                 | ۱۵٬۴۰۰ پوند-نیرو (۶۹ کیلونیوتن)                                                 |
| APR thrust (x 2)                        | ۱۵٬۴۰۰ پوند-نیرو (۶۹ کیلونیوتن)                                                 | ۱۵٬۴۰۰ پوند-نیرو (۶۹ کیلونیوتن)                                                 | ۱۷٬۵۰۰ پوند-نیرو (۷۸ کیلونیوتن)                                                 | ۱۷٬۵۰۰ پوند-نیرو (۷۸ کیلونیوتن)                                                 |
| Fan tip diameter                        | ۱٫۲۲ متر (۴۸ اینچ)                                                              | ۱٫۲۲ متر (۴۸ اینچ)                                                              | ۱٫۲۲ متر (۴۸ اینچ)                                                              | ۱٫۲۲ متر (۴۸ اینچ)                                                              |
| Engine length                           | ۲٫۰۷ متر (۸۱ اینچ)                                                              | ۲٫۰۷ متر (۸۱ اینچ)                                                              | ۲٫۰۷ متر (۸۱ اینچ)                                                              | ۲٫۰۷ متر (۸۱ اینچ)                                                              |

Sources: Sukhoi Civil Aircraft Company, Superjet International, PowerJet.

## نگارخانه

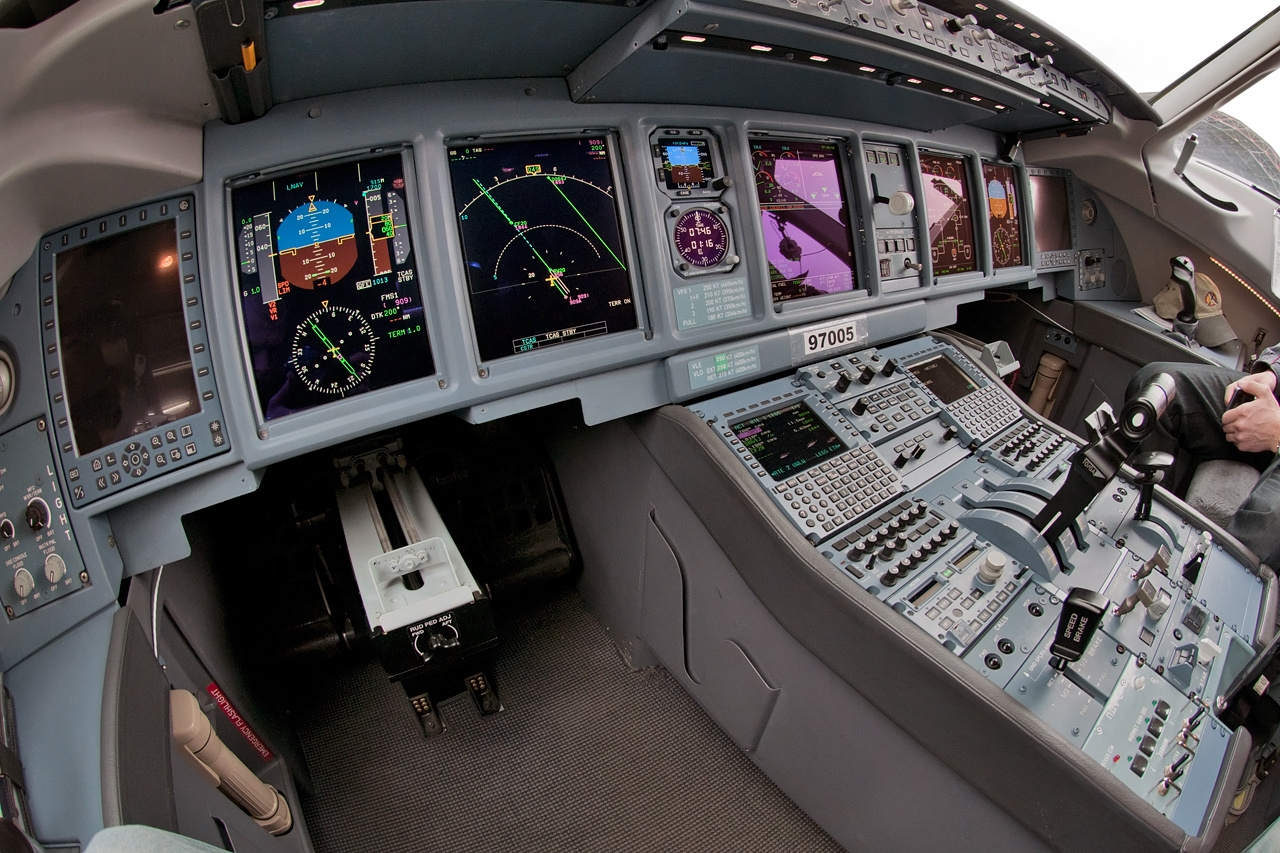
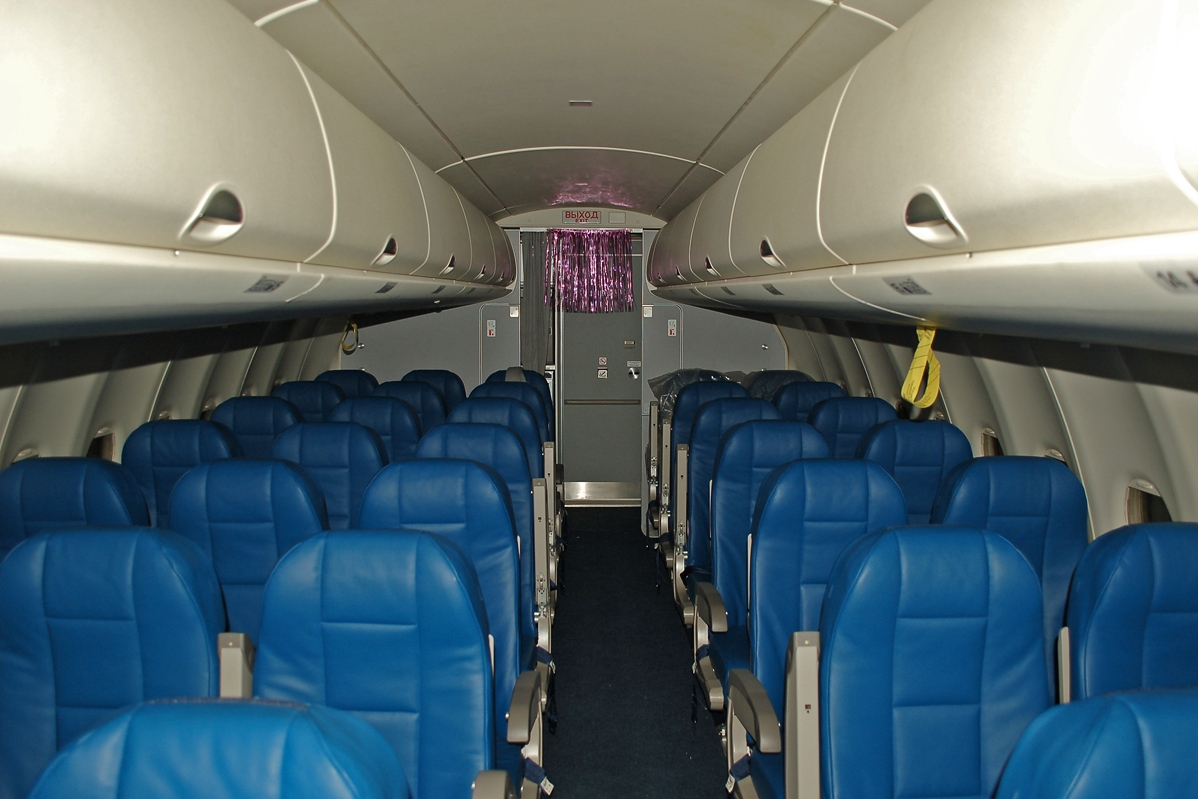
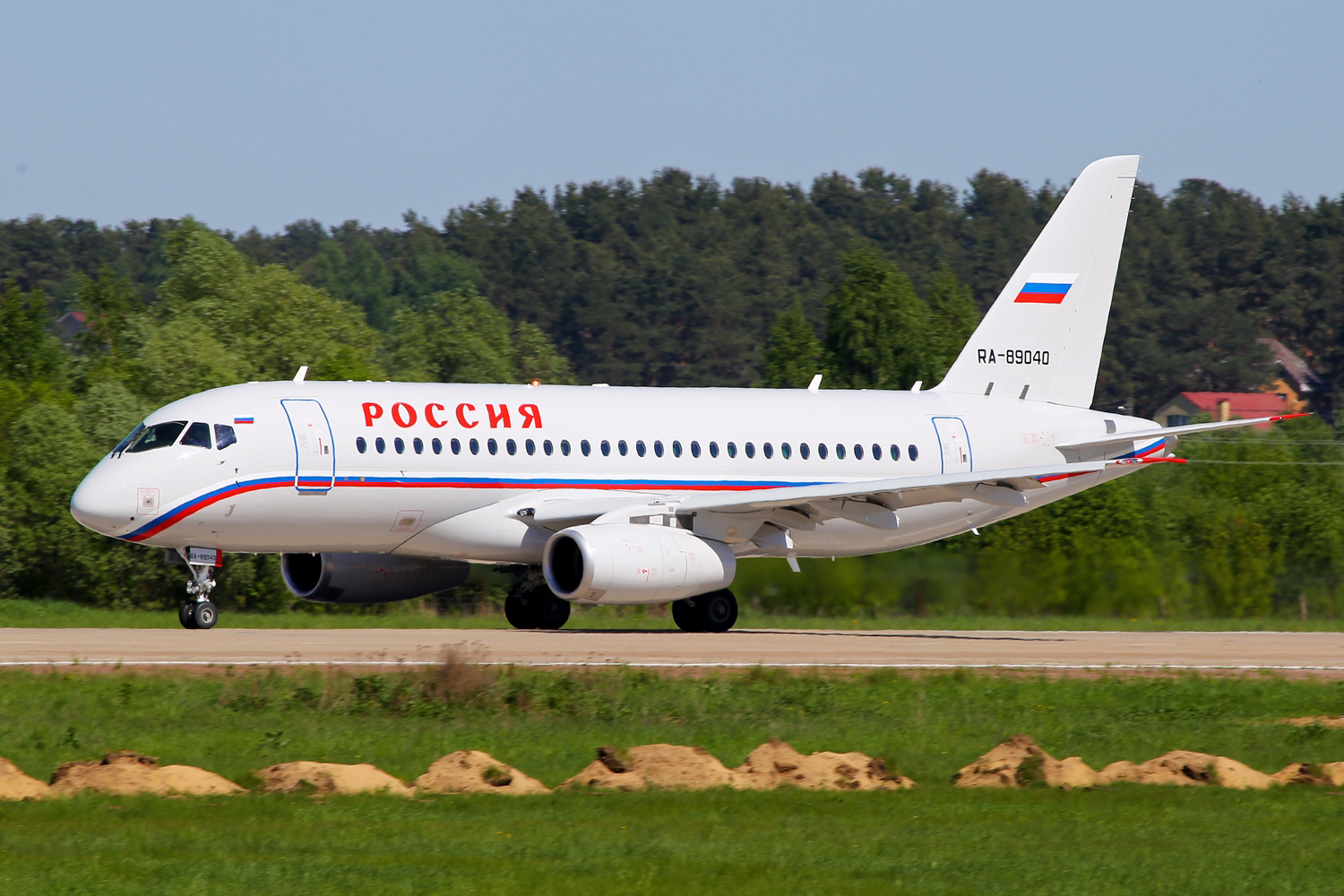
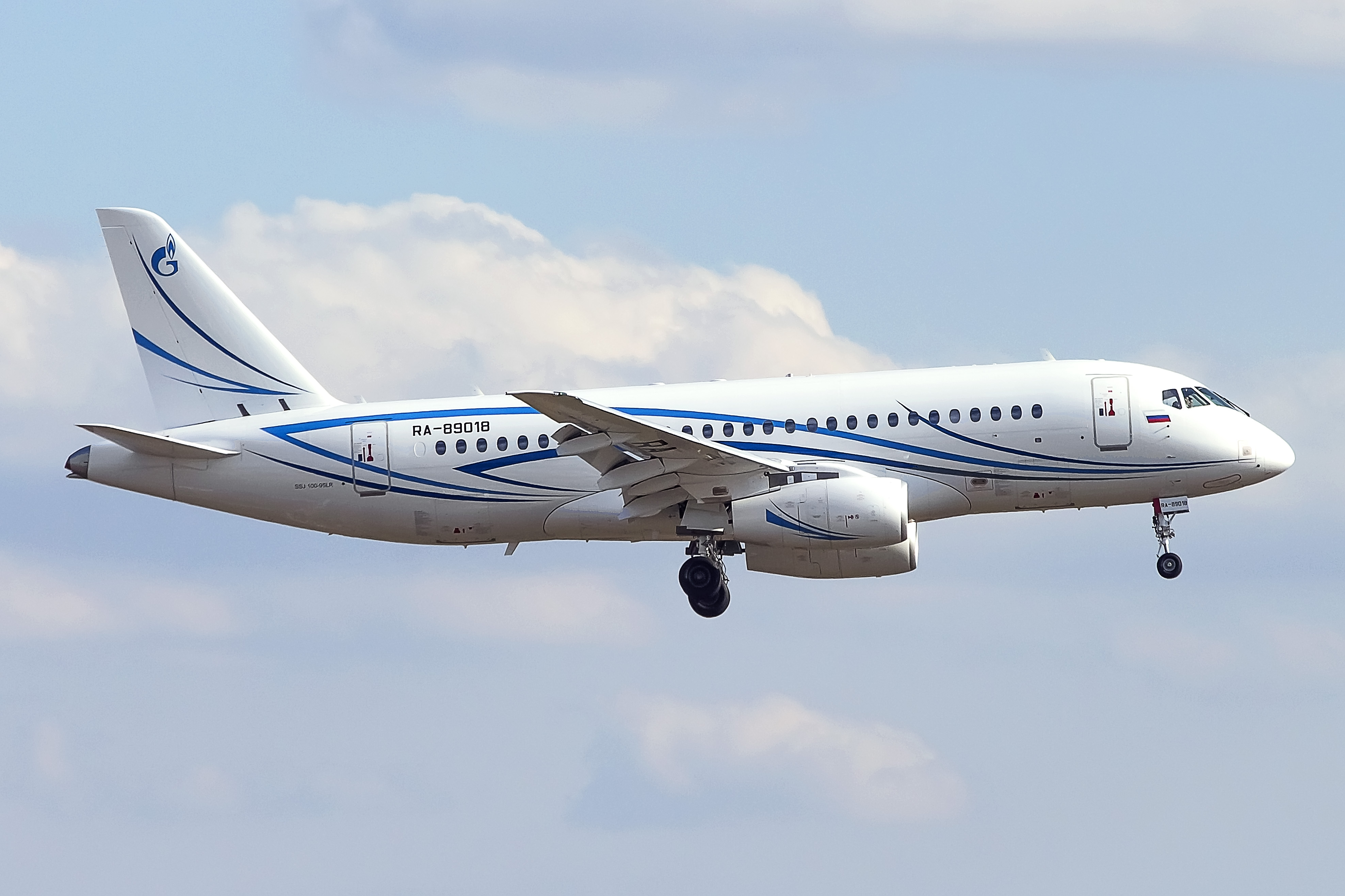
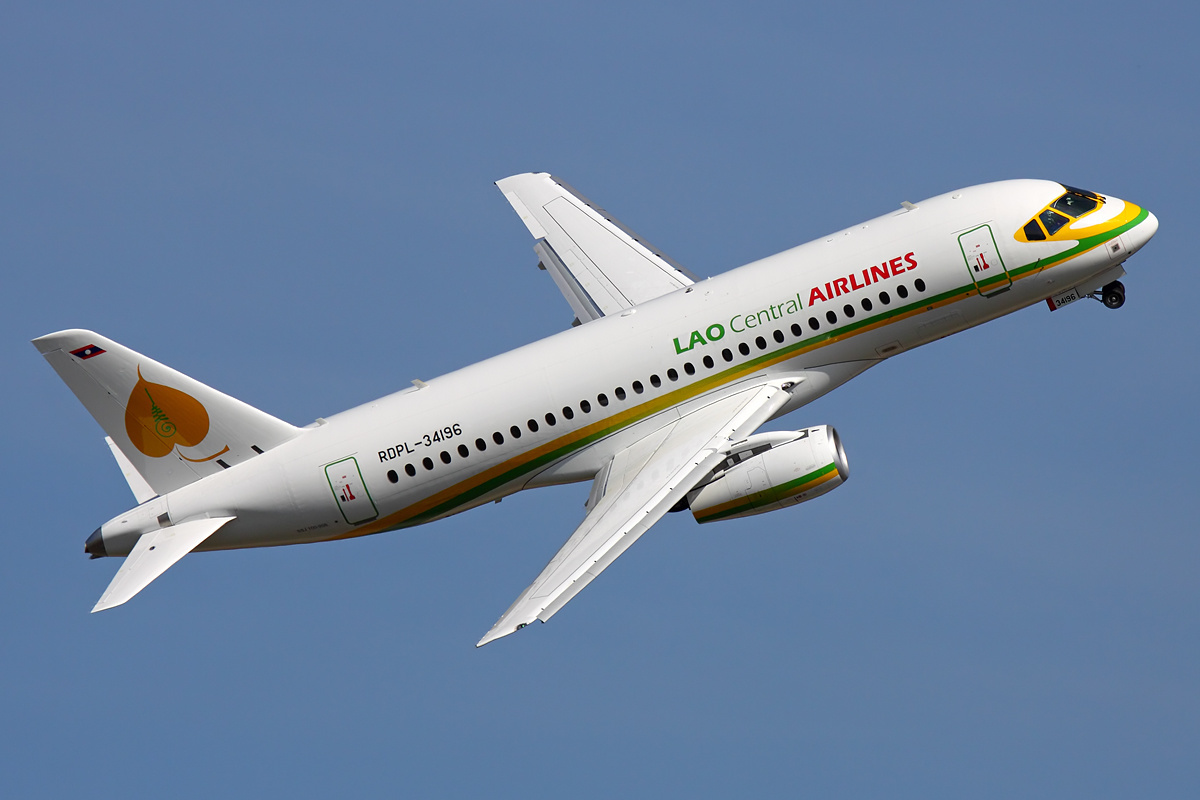
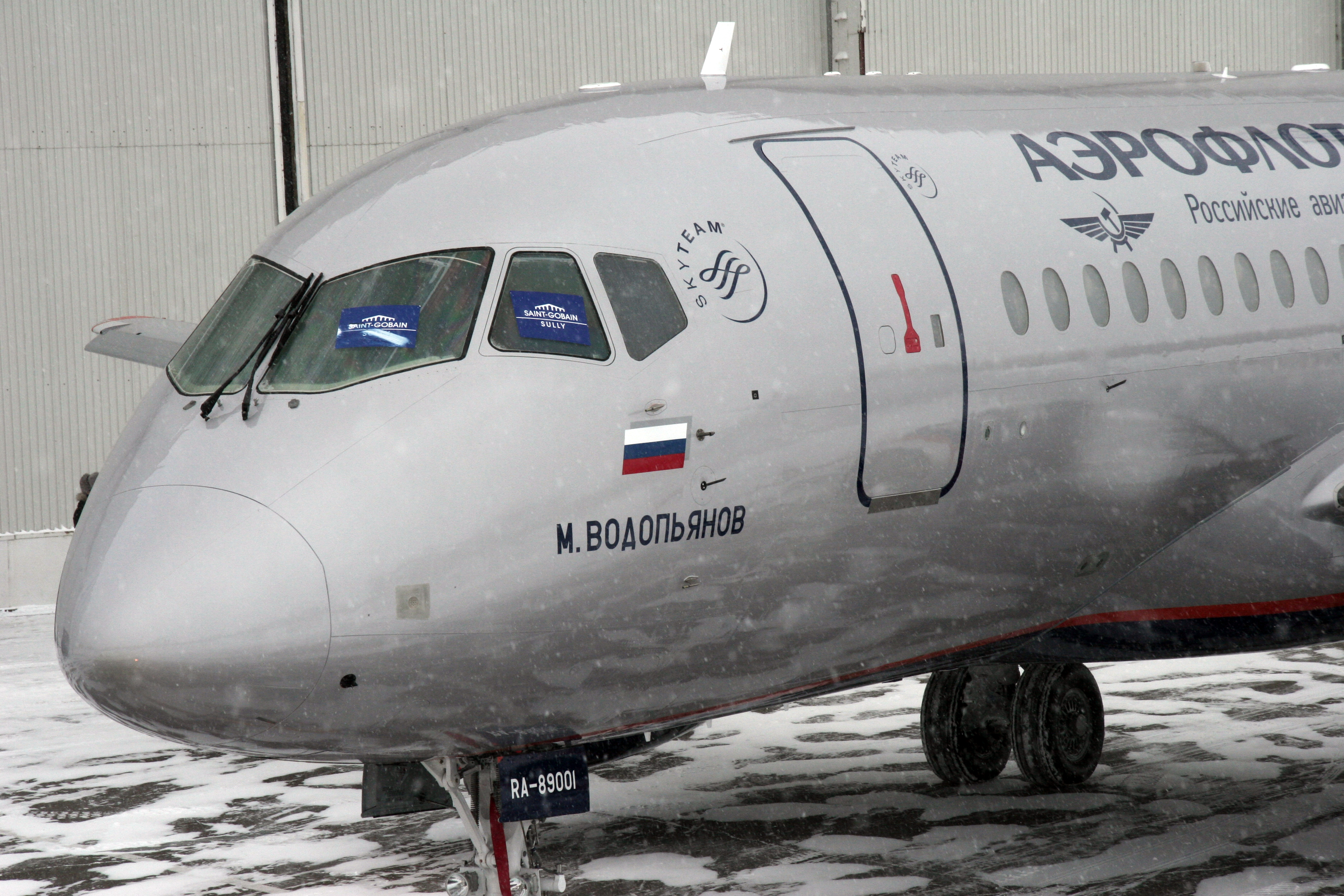
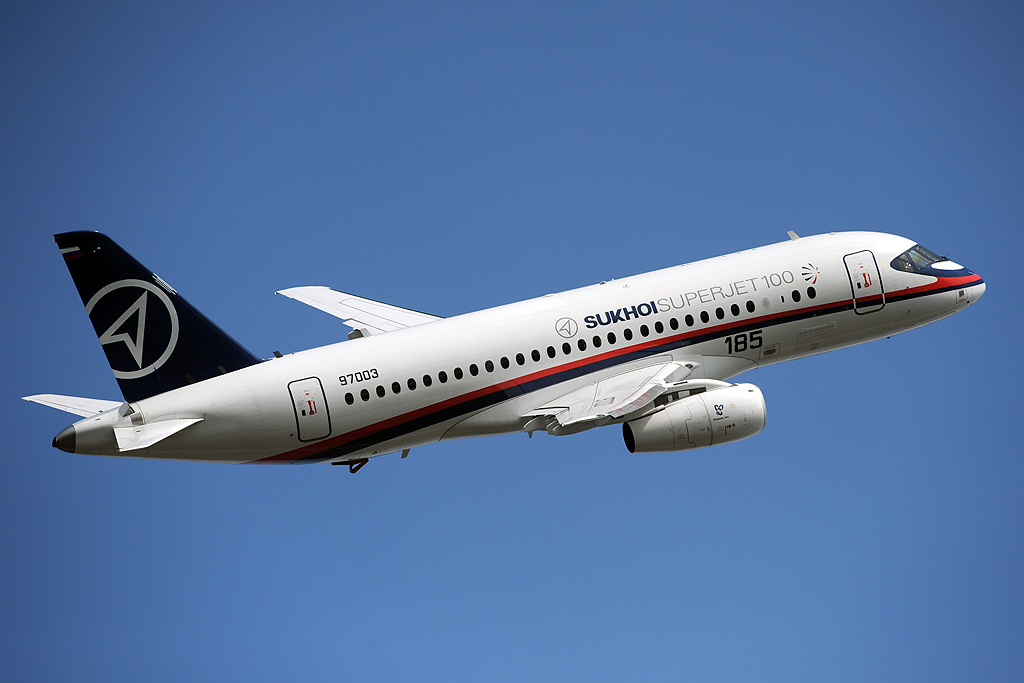
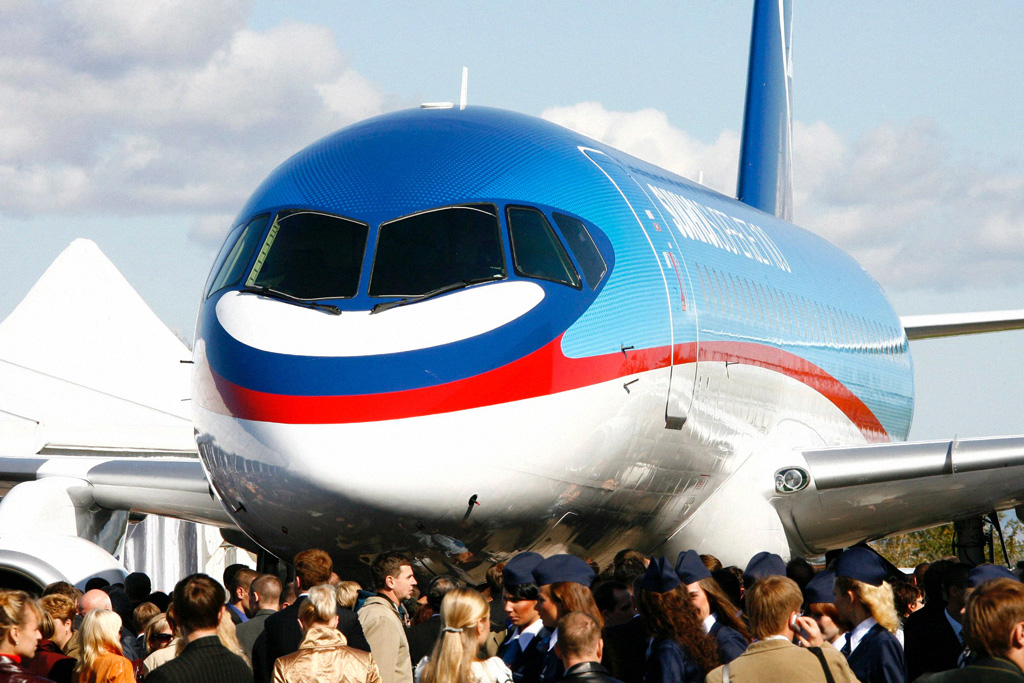
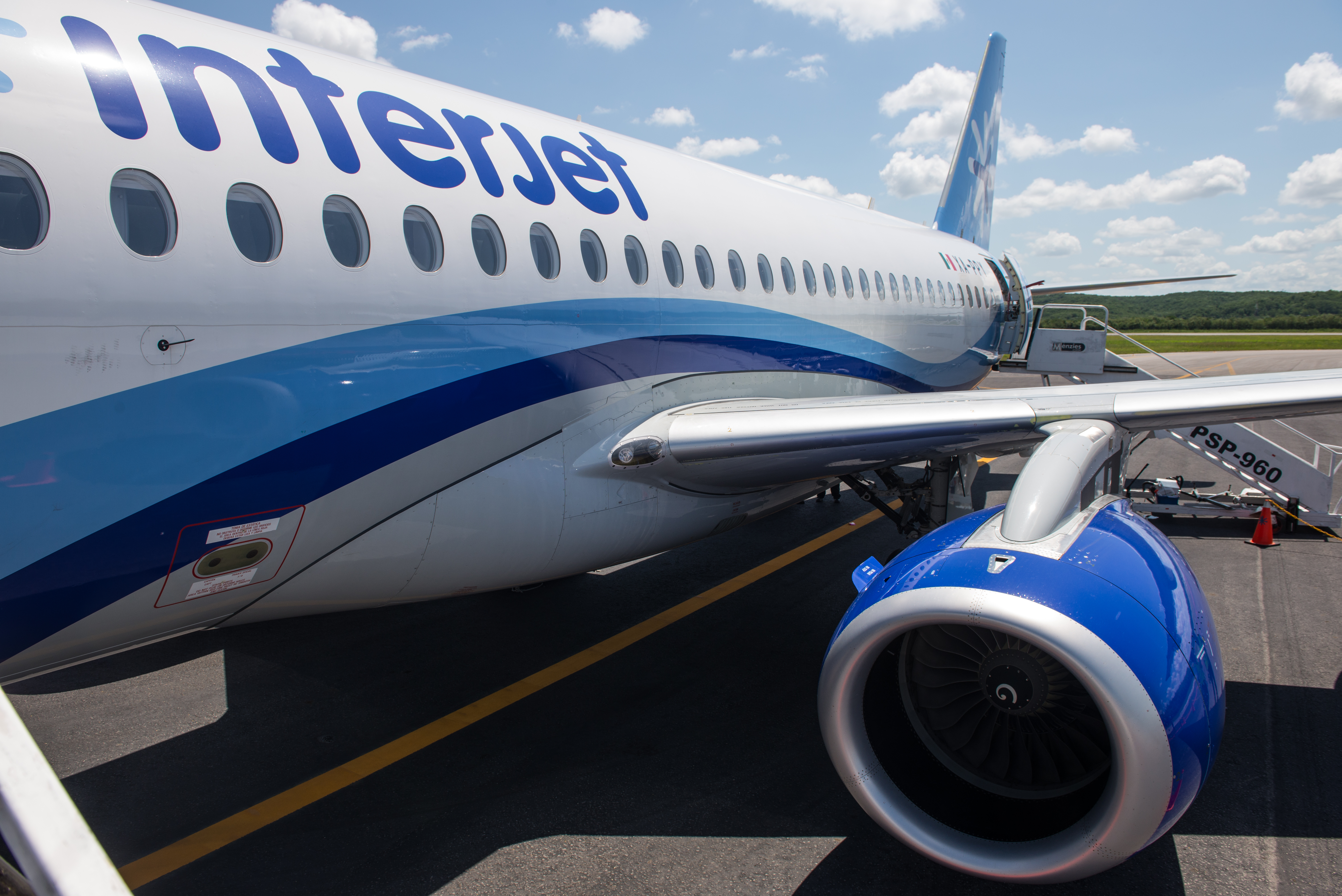
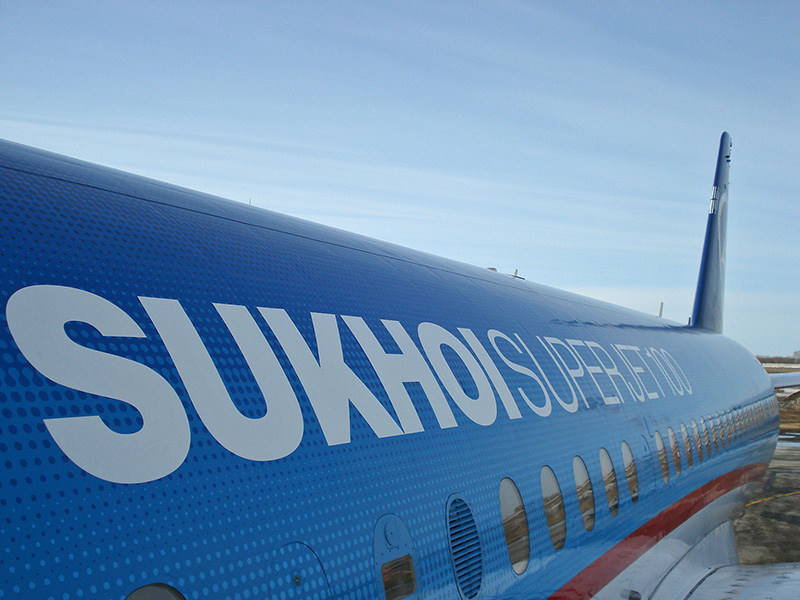
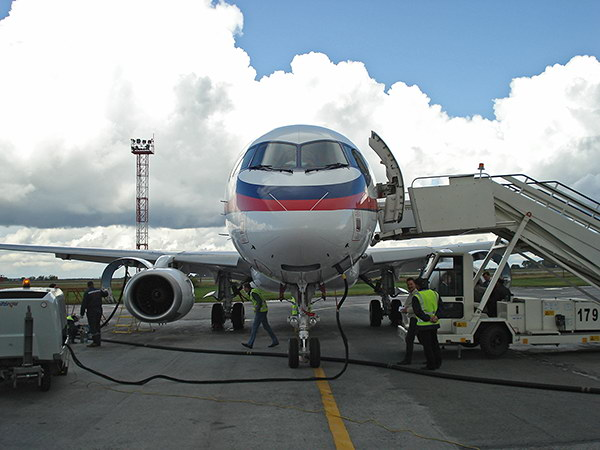
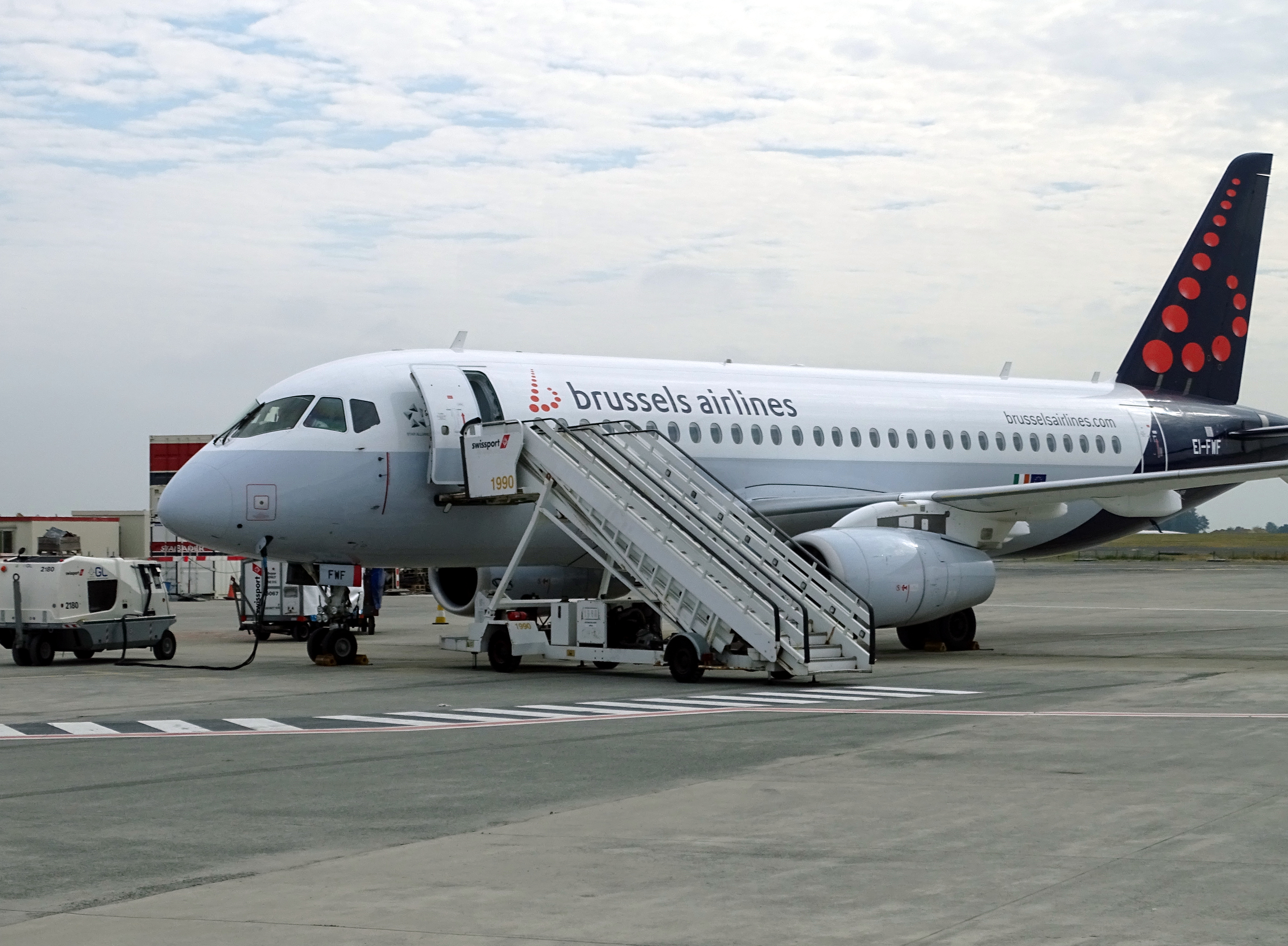
هواپیمایی بروکسل ایرلاینز
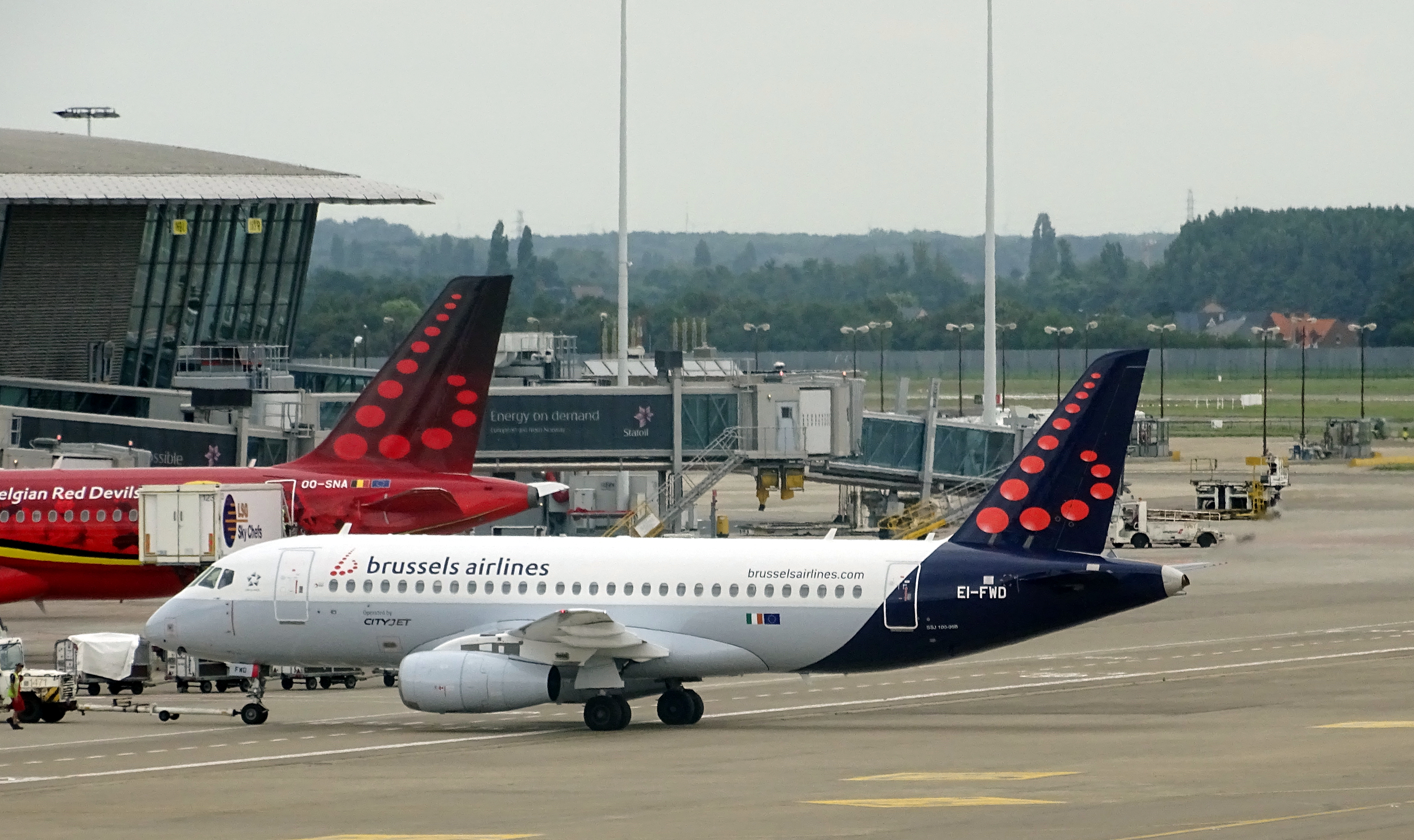
بروکسل ایرلاینز
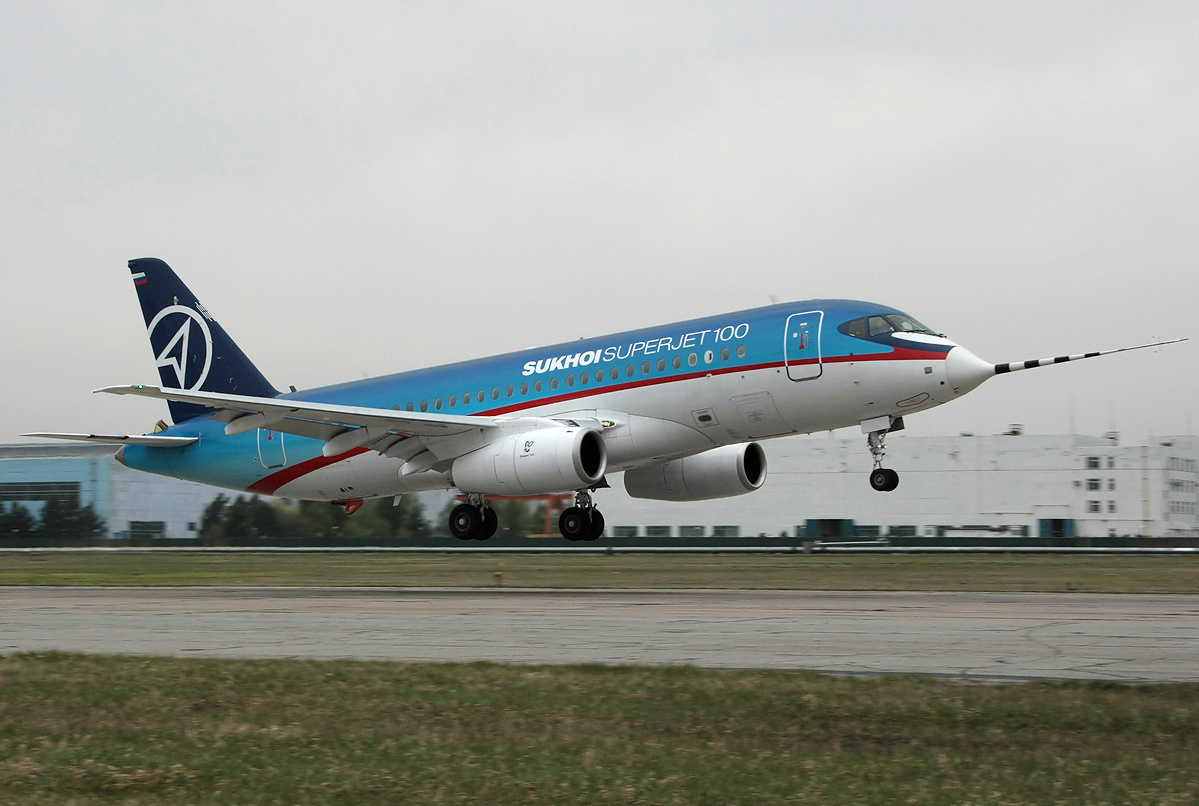
یک پیش‌نمونه از پروژهٔ سوپرجت